# Historia del nacionalismo español

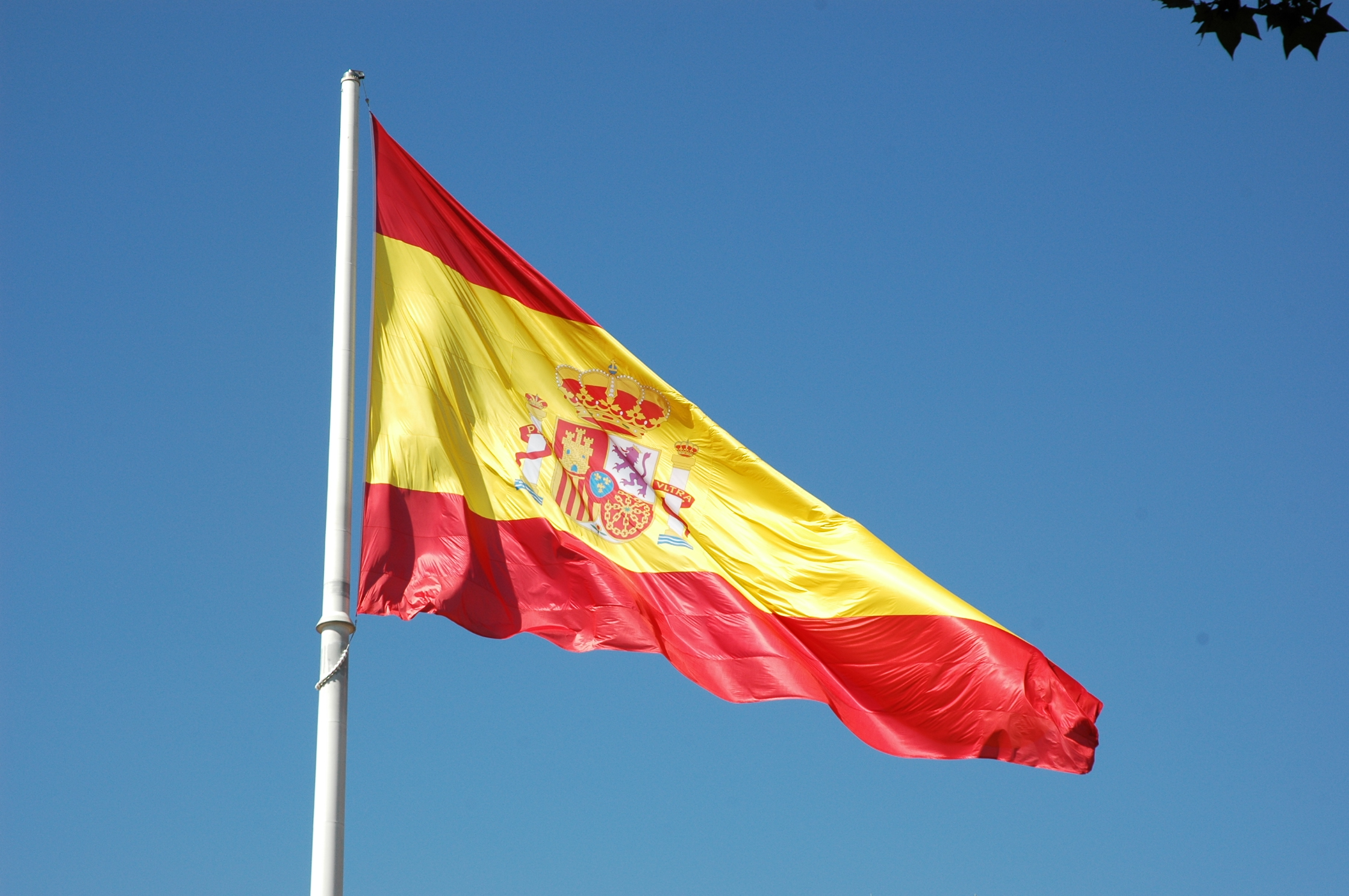
Bandera de España, según lo establecido en el artículo 4.1. de la Constitución Española de 1978 y en el Real Decreto 2964/1981 (plaza de Colón de Madrid).

La historia del nacionalismo español comienza a principios del siglo XIX con la llamada Guerra de la Independencia Española -durante la que se produce el nacimiento de la nación española en el sentido moderno del término- pero tiene sus antecedentes en la Edad Moderna en la que se define una «identidad prenacional» española y un «protonacionalismo» español. El nacionalismo español desde sus orígenes ha atravesado diversas etapas que coinciden con la historia política de España durante los siglos XIX, XX y XXI.

## Antecedentes

### La «identidad prenacional» española en la Monarquía Hispánica (siglos XVI-XVII)

Escudo de armas de los Reyes Católicos tras la conquista del reino de Granada en 1492. De la unión dinástica de la Corona de Castilla y de la Corona de Aragón surgió la Monarquía Hispánica, una monarquía compuesta integrada por diversos Estados que mantenían unas leyes, costumbres e instituciones diferenciadas nacidas en la Edad Media.

La Monarquía Hispánica, surgida a finales del siglo XV de la unión dinástica de la Corona de Castilla y de la Corona de Aragón, era una monarquía compuesta integrada por diversos Estados que mantenían unas leyes, costumbres e instituciones diferenciadas nacidas en la Edad Media. En esta monarquía, como en todas las monarquías compuestas, la lealtad dinástica era esencial pues no existía «otro nexo político común entre las diferentes provincias». Así, «la lealtad a un mismo rey (y con frecuencia a una misma religión, que por lo general encarnaba asimismo el monarca) era, en efecto, el único lazo susceptible de mantener unidas las distintas partes del conjunto».
Este «dinasticismo» ―es decir, este «sentimiento de lealtad, adhesión e incluso devoción (en la acepción sacra del término) a un monarca y a su (muy a menudo) augusta dinastía», por lo que, por ejemplo, «ser austríaco significaba más que nada pertenecer a la Casa de Austria; una forma, pues, de lealtad dinástica antes que una adscripción territorial o nacional»― no era exclusivo de las élites sino que se extendía por todas las capas de la sociedad, especialmente en las ciudades. Así se refleja, por ejemplo, en las memorias de Miquel Parets, un artesano de Barcelona de comienzos del siglo XVII, en las que escribió que Felipe IV y su hermano el cardenal infante don Fernando eran el «sol y resplandor de la inextinguible… Cathòlica, Cesàrea, Imperial, Real y sempre Augusta Casa de Austria», para escribir más adelante que todos los habitantes de Barcelona (y él a la cabeza) estaban dispuestos a servir al rey hasta dar sus propias vidas por la patria.
En la Monarquía Hispánica, como en el resto de monarquías europeas de los siglos XVI y XVII, «no había conciencia de unidad nacional, y menos de unidad política, tal como hoy la entendemos». En ella no existía una naturaleza española ni una única nación legal española, sino que la naturaleza de cada súbdito del rey era la del reino al que pertenecía. «Un rey, una fe y muchas naciones», así define Xavier Gil Pujol a la Monarquía española de los siglos XVI y XVII. «Un mismo rey era el factor decisivo compartido por todos los súbditos en los diferentes reinos y territorios que constituían la Monarquía, el que les relacionaba entre ellos y el que hacía de ellos, según se solía decir, un “cuerpo místico”», añade Gil Pujol. Así, el término «España» no tenía un significado político sino que era utilizado con un sentido geográfico equivalente al conjunto de la península ibérica. Era empleado especialmente por los extranjeros, sobre todo por aquellos que lanzaron sobre sus habitantes, los «españoles», una serie de estereotipos sobre todo negativos como sucedió con la Leyenda Negra.
El intento del conde-duque de Olivares de llevar a cabo la unificación política, cuyo primer paso sería la Unión de Armas, fracasó al producirse en 1640 la rebelión de Cataluña y la rebelión de Portugal, la primera fracasada ―el Principado de Cataluña continuó dentro de la Monarquía― y la segunda triunfante ya que supuso la separación del reino de Portugal de la Monarquía Hispánica.
Sin embargo, a lo largo de los dos siglos de existencia de la Monarquía Hispánica se fue fraguando una identidad prenacional española: un sentimiento de «lealtad hacia una patria común española», encarnada en las instituciones de la Monarquía, que trascendía «cada vez más la mera adhesión a la dinastía reinante» y que se vio «reforzada por una expansión imperial» y por «los continuos enfrentamientos bélicos, diplomáticos y religiosos de esa Monarquía con sus vecinas europeas». Sin embargo, se desconoce cuál sería el alcance social y territorial de esa identidad prenacional española.

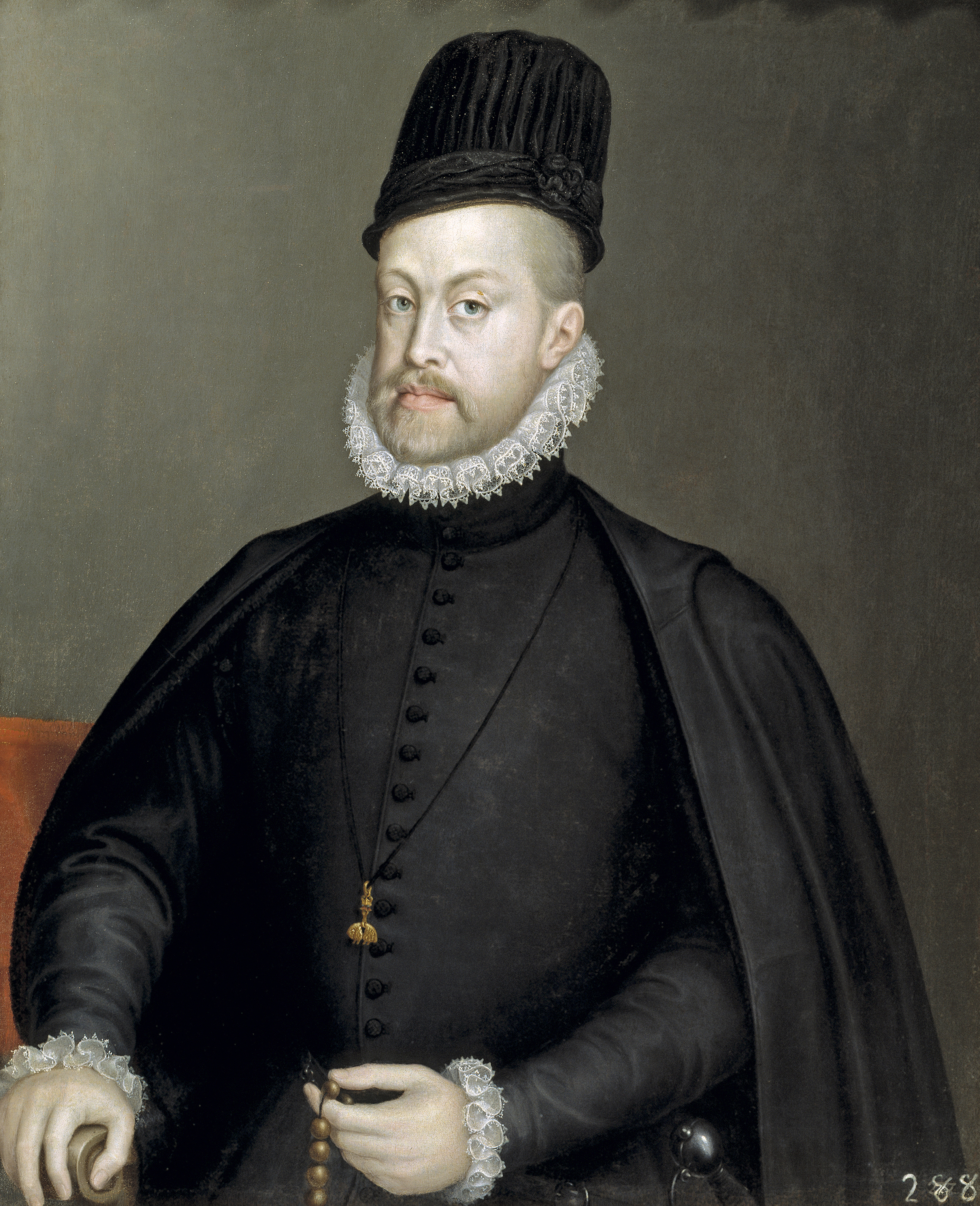
Retrato del rey Felipe II. En la Monarquía Hispánica, como en todas las monarquías compuestas, la lealtad dinástica era esencial pues no existía «otro nexo político común entre las diferentes provincias». Así, «la lealtad a un mismo rey (y con frecuencia a una misma religión, que por lo general encarnaba asimismo el monarca) era, en efecto, el único lazo susceptible de mantener unidas las distintas partes del conjunto».

Asimismo bajo la Monarquía de los Austrias se produjo un proceso de «castellanización» que afectó especialmente a las élites del resto de reinos peninsulares que adoptaron el castellano, desde Barcelona hasta Lisboa, como la lengua culta y literaria común. Y al mismo tiempo se fue definiendo el concepto de «español» entendido como súbdito de la monarquía en los reinos hispánicos, condición que no dependía exclusivamente del lugar de nacimiento sino que se podía adquirir «mediante el arraigamiento en la comunidad y la aceptación del resto de los vecinos».
Según Xavier Gil Pujol, aunque «el lazo recíproco de tener un mismo rey no bastaba para que enraizara una idea auténtica y universal de comunidad, dentro de la cual ningún súbdito del rey español fuera extranjero para otro», sí que se desarrolló «una idea de una comunidad más estrecha, aunque no homogénea, entre Castilla y la Corona de Aragón, y esa comunidad era España». Así por ejemplo, a finales del siglo XVI la comunidad «española» asentada en Roma que hasta entonces se había diferenciado entre la nación «castellana», «aragonesa» y «portuguesa», pasó a llamarse «la nación española». Para consolidar esa identidad española se fundó la Cofradía de la Santísima Resurrección, a la que el rey Felipe II le envió la carta siguiente, en la que aparece sin embargo la imprecisión del término «nación española» —nótese que incluye Cerdeña y las Indias―:

Siendo esta cofradía propia de la nación española, es necesario que el que huviere de ser admitido a ella sea español y no de otra nación; la qual qualidad de ser español se entiende tener para el dicho effeto tanto el que fuere de la Corona de Castilla como de la de Aragón y del reyno de Portugal y de las islas de Mallorca, Menorca, Cerdeña e islas y tierra firme de entrambas Indias, sin ninguna distinción de edad, ni de sexo ni de estado.

Que el término «nación» se aplicaba tanto a España como a sus regiones se puede comprobar también en el caso del jurista catalán de Perpiñán Andreu Bosch (1570-1628), que al referir los lugares de España en los que se hablaba la lengua castellana, enumeraba «las nacions de Castella, Toledo, Leó, Esturies, Estremadura, Granada» y aludía también a Portugal. En la misma obra hacía constar que los catalanes compartían las virtudes atribuidas a «tota la nació espanyola, de la qual son part, causa y membre tant principal com ninguna altra Provincia».
La independencia de Portugal de la Monarquía Hispánica en 1688 circunscribió la noción de «España» y «español» al conjunto de las coronas de Castilla y de Aragón. Pero subsistieron ambigüedades. Así, un grupo de mercaderes catalanes residentes en Cádiz se quejaron en 1674 de que se les tratara como «extranjeros» alegando que no se debían nombrar cónsules ―como se hacía con las naciones «extranjeras»― para aquellas naciones «que son inmediatos vasallos de una corona, como lo son los cathalanes de la real corona de su Magestad, las quales, como a propios vasallos, son y se nombran españoles, siendo como es indubitado que Cataluña es España».

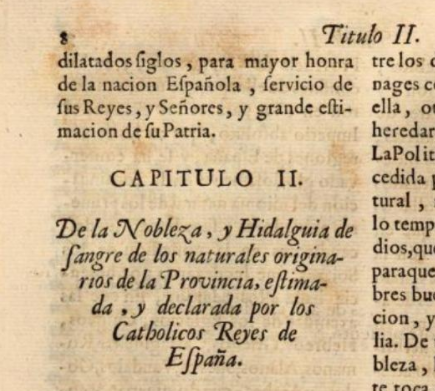
Fragmento de los Fueros de la provincia de Guipúzcoa (1696), donde se afirmaba que sus habitantes habían conservado «sus propiedades, lenguaje, y buenas costumbres en tan dilatados siglos, para mayor honra de la nacion Española, servicio de sus Reyes, y Señores, y grande estimacion de su Patria».

Sin embargo, la identidad prenacional española se entremezclaba con identidades (y lealtades) prenacionales subestatales (catalana, gallega, valenciana, mallorquina, vizcaína, navarra, guipuzcoana, etc.) muy arraigadas y anteriores a la común española, especialmente en aquellos territorios que tenían instituciones diferenciadas propias y que poseían lenguas y culturas no castellanas. Esto era especialmente evidente en Cataluña, Valencia, Aragón y Mallorca (los Estados de la Corona de Aragón), y en Navarra y en cada una de las tres Provincias Vascongadas, además de Galicia.
Así se puede decir que en los siglos XVI y XVII se desarrolló una identidad prenacional «centrífuga», basada en la fidelidad a los diversos «reinos» o «provincias» que componían la monarquía, y otra «centrípeta», basada en la fidelidad a la dinastía y en la unidad católica, las dos fuentes fundamentales de legitimidad del poder monárquico.
Una prueba de la pujanza de las identidades y lealtades ‘’subestatales’’ nos la proporciona el siguiente texto de 1604 ―fecha en la que el reino de Portugal estaba integrado en la Monarquía Hispánica― del clérigo y viajero francés Barthélemy Joly referido a «los españoles»:

Entre ellos los españoles se devoran, prefiriendo cada uno su provincia a la de su compatriota y haciendo, por deseo extremado de singularidad, muchas más diferencias de naciones que nosotros en Francia, picándose por ese asunto los unos de los otros y reprochándose el aragonés, el valenciano, catalán, vizcaíno, gallego, portugués, los vicios y desgracias de sus provincias, en su conversación ordinaria. Y si aparece un castellano entre ellos, vedles ya de acuerdo para lanzarse todos juntos sobre él, como dogos cuan ven al lobo.

Escudo de armas de la Monarquía Hispánica entre 1580 y 1668 con la incorporación del reino de Portugal. En la Monarquía Hispánica, «no había conciencia de unidad nacional, y menos de unidad política, tal como hoy la entendemos». En ella no existía una naturaleza española ni una única nación legal española, sino que la naturaleza de cada súbdito del rey era la del reino al que pertenecía.

En el caso del Principado de Cataluña, por ejemplo, «ser o devenir catalán significaba, ante todo, vivir bajo la jurisdicción de unas leyes de ámbito catalán, así como gozar de las mismas, por supuesto. Tal como se enfatizaba en las correspondientes solicitudes coetáneas de naturalizaciones catalanas, si algunos extranjeros querían ser considerados catalanes, ello era a fin de poder “disfrutar” de “todos aquellos privilegios y gracias de que se alegran aquellos que son catalanes naturales”; o bien, a fin de compartir aquellas “prerrogativas, privilegios e inmunidades que muchos catalanes gozan”. La verdadera diferencia, pues, entre los catalanes y los habitantes de cualesquiera otros países y provincias de la Monarquía Hispánica no era, después de todo, la lengua o cualquier rasgo “protonacionalista”; ni siquiera un supuestamente distintivo humor [carácter] catalán. La identidad catalana de la época moderna tenía su anclaje más firme en el derecho vigente en el Principado ―las leyes o constitucions― antes que en las peculiaridades étnicas de la “nación”». Así el verdadero «patriota» catalán (aunque el término más usado durante la sublevación de 1640 fue el de «patricio») era el que estaba dispuesto a morir en defensa de las leyes o constitucions catalanas.
Estas identidades prenacionales subestatales estuvieron presentes también en la Guerra de Sucesión Española . Entonces, como ha destacado Xavier Gil Pujol, «en unas apremiantes circunstancias de guerra civil e internacional, una serie de escritores y políticos de la Corona de Aragón, y en particular de Cataluña, hablaron de la patria en un sentido abiertamente cívico y constitucional, como la encarnación de sus leyes y privilegios privativos, y argumentaron con claridad inusual que la patria debía ser amada por encima del rey y que estaban dispuestos a morir en defensa de la misma y de la de sus fueros».

### El nacimiento del «protonacionalismo» español bajo la Monarquía borbónica (sigloXVIII)
La victoria borbónica en la Guerra de Sucesión Española puso fin a la monarquía compuesta de los Austrias al aplicar a los estados que formaban la Corona de Aragón los Decretos de Nueva Planta (1707-1716) que suprimieron sus leyes e instituciones propias. Se puso en marcha así un Estado centralizado que seguía en gran medida el modelo del absolutismo francés, a la par que se crearon instituciones de ámbito español como la Real Academia Española (1713) o la Real Academia de la Historia (1738). Con todo ello, se pretendió afianzar la autoridad del rey y reforzar un «patriotismo institucional» basado en la identificación con la dinastía reinante y con el Estado absoluto.
Así pues, bajo la Monarquía Borbónica se acentuó la identidad prenacional al haberse alcanzado un alto grado de «homogeneidad institucional superior, por ejemplo, a la de la Francia prerrevolucionaria». Se pasó de «un rey, una fe y muchas naciones», de la monarquía de los Austrias, a «un rey, una fe y una ley y una única nación legal». Y al mismo tiempo las identidades prenacionales subestatales perdieron fuerza, aunque en absoluto desaparecieron, debido fundamentalmente a que las elites de esos territorios fueron adoptando en mayor o menor medida la identidad prenacional española al beneficiarse del progreso económico e intelectual impulsado por la Monarquía y del comercio con el Imperio español en América, como fue especialmente evidente en Cataluña.

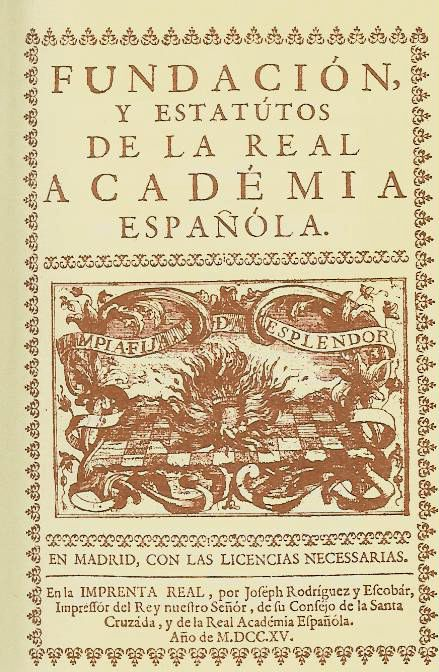
Portada de la primera edición de Fundación y estatutos de la Real Academia Española (1715). La victoria borbónica en la Guerra de Sucesión Española puso en marcha un Estado centralizado que seguía en gran medida el modelo del absolutismo francés, a la par que se crearon instituciones de ámbito español como la Real Academia Española (1713) o la Real Academia de la Historia (1738).

Sin embargo, la concepción «austracista» de la Monarquía ―la monarquía compuesta en la que los «reinos» mantenían sus instituciones, costumbres y leyes propias― pervivió en algunos territorios, como las Provincias Vascongadas y el Reino de Navarra, a los que no se les aplicaron los decretos de Nueva Planta al haberse mantenido fieles a los borbones durante la Guerra de Sucesión, pero también en los antiguos estados de la Corona de Aragón, aunque aquí sus defensores fueron una minoría, ya que la mayor parte de las élites de esos territorios acabaron aceptando la nueva situación.
A lo largo del siglo XVIII, como consecuencia de la difusión de la Ilustración, se va definiendo la «nación» y la «patria» de una forma racionalista y contractualista, aunque sin que desaparezcan los significados anteriores. En 1780 el ilustrado Pedro Rodríguez de Campomanes escribía: «La política considera al hombre en calidad de ciudadano unido en sociedad con todos aquellos que componen el propio estado, patria o nación». Por su parte Juan Bautista Pablo Forner incide aún más en el significado político ―¿relacionándola con el concepto de soberanía?― de «nación» cuando la define como «una sociedad civil independiente de imperio o dominación extranjera». Así la expresión «nación política», que empieza a usarse a mediados de siglo, cobra un cierto sentido redundante. Entonces también empieza a contraponerse el derecho patrio o nacional al derecho romano o «extranjero».

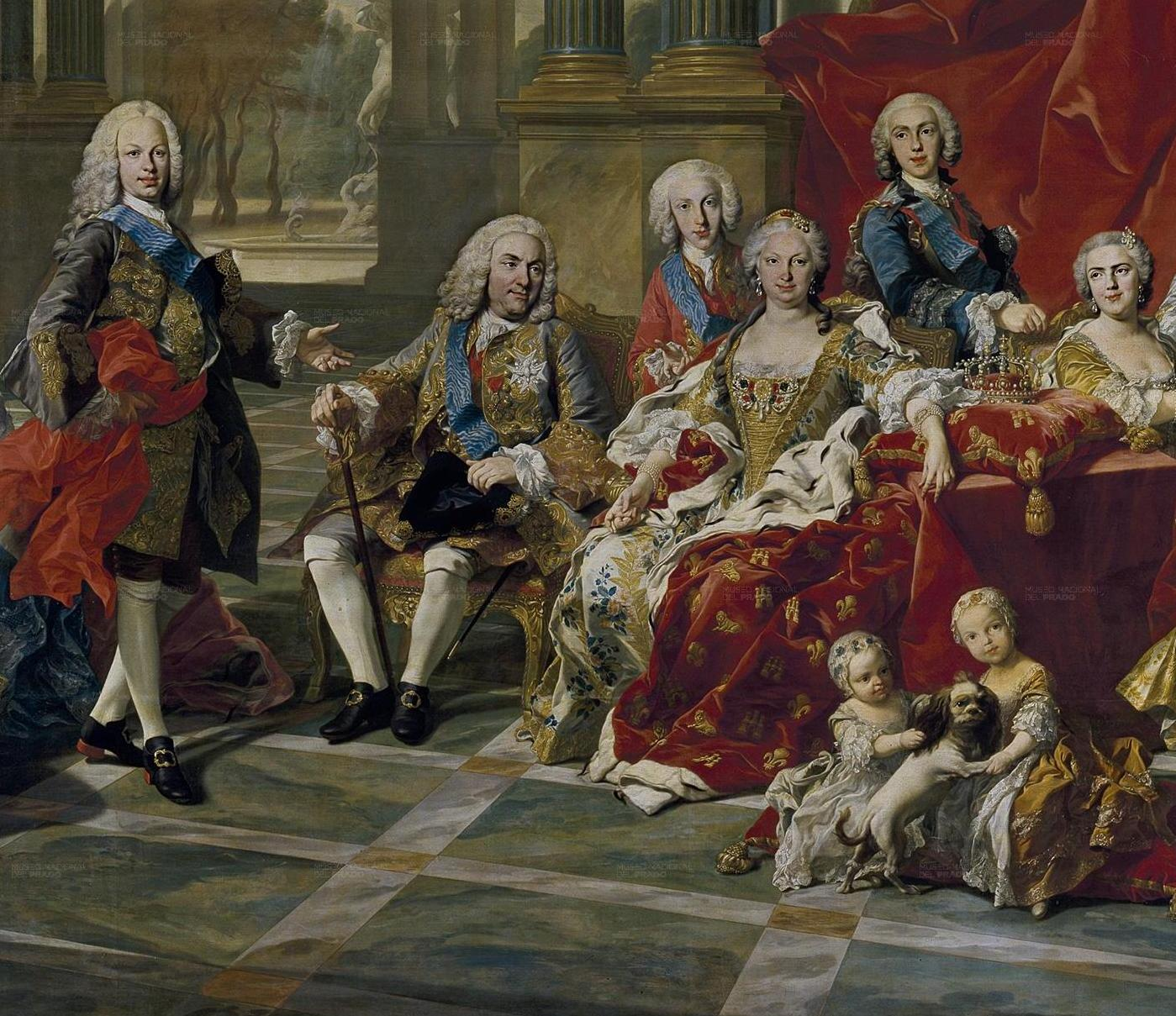
Detalle del cuadro La familia de Felipe V de Van Loo (1743), en el que aparece de pie el príncipe de Asturias Fernando, junto a su padre el rey Felipe V y a su madrastra, la reina Isabel Farnesio, ambos sentados. Bajo la Monarquía Borbónica se acentuó la identidad prenacional española al haberse alcanzado un alto grado de homogeneidad institucional. Se pasó de «un rey, una fe y muchas naciones», de la monarquía de los Austrias, a «un rey, una fe y una ley y una única nación legal».

La serie patria, patriota, patriótico, patriotismo… pasa a ser parte esencial del lenguaje de los ilustrados. Juan Bautista Pablo Forner escribe en su ensayo Amor de la patria que el amor de una persona por su patria significa «amar su propia felicidad en la felicidad de aquella porción de hombres con quienes vive, con quienes se comunica, con quienes le ligan unas mismas leyes, unas mismas costumbres, unos mismos intereses y un vínculo de dependencia mutua, sin la cual no le sería posible existir». En esa obra define la patria como «aquel cuerpo de Estado donde, debajo de un gobierno civil, estamos unidos en las mismas leyes». Y por otro lado realiza una clara defensa de la dinastía de los Borbones frente a los tres últimos Austrias ya que durante el reinado de los primeros «ya se ve una nación que renace entre sus escombros» y que «va caminando en silencio hacia la prosperidad». Esta actitud ha sido calificada como «patriotismo oficialista» ―o «patriotismo dinástico»― y explica que Forner participara activamente en la polémica suscitada en 1782 por la voz «Espagne» de L’Encyclopédie en la que su autor, Nicolas Masson de Morvilliers, negaba cualquier aportación de España a la cultura europea de los últimos siglos. Así Forner escribió en 1786 como respuesta Oración apologética por la España y su mérito literario, una obra que fue contestada por el sector ilustrado no oficialista ―«patriotismo crítico», ha sido denominado― que abogaba por el reconocimiento del atraso secular de España como primer paso para ponerle remedio ―el periódico El Censor publicó en 1787 una feroz sátira de la obra de Forner con el título Oración apologética por el África y su mérito literario y acabó siendo prohibido por las autoridades―. Como ha señalado Juan Francisco Fuentes, la reacción ante el artículo de L’Encyclopédie «puso al descubierto la existencia de una clara línea divisoria entre dos líneas distintas de amor a la patria: la oficialista encabezada por Forner, que subrayaba los logros alcanzados por la nación, sobre todo bajo la nueva dinastía, y aquella otra representada por El Censor y sus seguidores [El Observador, El Corresponsal del Censor], que parte del reconocimiento autocrítico del atraso nacional como única forma de superarlo».
Antes de Forner otros ilustrados como Gregorio Mayáns, Juan Francisco Masdeu o Benito Feijoo (Glorias de España, 1730) se ocuparon de responder a las críticas que desde fuera se hacían contra los méritos de España lanzando, en palabras de Feijoo, un «injurioso concepto de la nación española».
Algunos autores han afirmado que en el siglo XVIII nació un «protonacionalismo» español, al considerar a la nación «un sujeto político dotado de una identidad propia y al que todos han de servir y ser fieles, incluido el propio monarca», pero al que no se puede calificar como nacionalismo porque «todavía le falta el ingrediente fundamental de negar la soberanía del rey y afirmar la alternativa de la nación».
En el desarrollo del «protonacionalismo» español desempeñaron un papel importante varios pensadores, sobre todo ilustrados. Estos entendían España como comunidad política, como el conjunto de los súbditos del monarca cuyo objetivo primordial sería procurar su «felicidad». Así fue como el concepto de nación comenzó a separarse del de patria, entendiendo el primero como el cuerpo político de la monarquía, que debía tener cierta uniformidad jurídica, lingüística y cultural, y reservando el segundo para el lugar de origen. Un representante temprano del «protonacionalismo» español fue el ilustrado Benito Jerónimo Feijóo tal como aparece reflejado en algunos de los discursos del Theatro Crítico como “Amor a la patria y pasión nacional” (1729) o “Glorias de España” (1730). Le siguieron otros ilustrados como José Cadalso (Defensa de la nación española…, 1771), Juan Bautista Pablo Forner (Oración Apologética por la España…, 1786) y Juan Francisco Masdeu (Historia crítica de España…, 1783-1805).
El protonacionalismo español se basó en la cultura castellana convertida en «española». Así la monarquía tomó una serie de medidas para imponer el castellano como la orden de 1766 que prohibía editar libros «en otra lengua que la Castellana», la Real Cédula de 1768 en la que se ordenaba que toda la enseñanza se realizase en castellano o la de 1772 que obligaba a llevar los libros de contabilidad también en castellano. Sin embargo, estas medidas, «no lograron mermar significativamente la extensión social de las lenguas y culturas no castellanas».

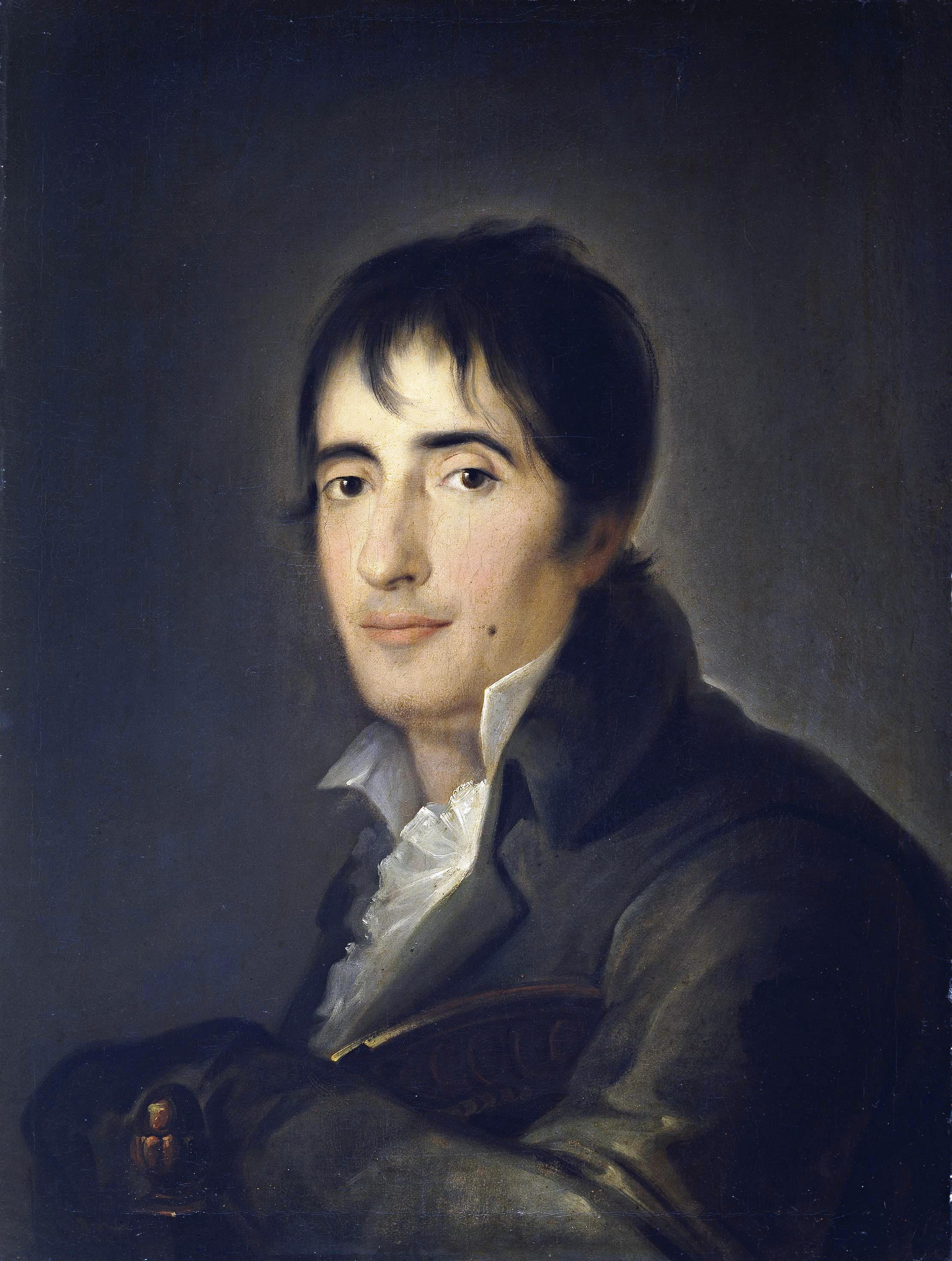
Retrato del poeta Manuel José Quintana (1806). Fue uno de los primeros en defender el nuevo sentido del término "nación" (como sujeto de la soberanía) que le había dado la Revolución Francesa. Por ello no pudo publicar sus Cartas patrióticas hasta después de 1808.

Como conclusión, Xosé M. Núñez Seixas afirma que en los siglos XVI al XVIII existían «diversas concepciones sobre el término “España” como comunidad política, y acerca de los «españoles» como colectivo… No obstante, ninguna de ellas, ya fuese la concepción austracista propia de la Monarquía de los Habsburgo o la monárquica-ilustrada propia de los Borbones del siglo XVIII, se identificaba con la idea de nación moderna. El basamento teórico de la idea de España como comunidad política seguía fundamentándose en la lealtad dinástica, la religión católica, la vecindad y la identificación con la institución monárquica (es decir, el cuerpo social, jurídico y político situado bajo la autoridad del monarca)».
Con el triunfo de la Revolución francesa y la posterior Guerra de la Convención el término «nación» comenzó a ser incómodo para las élites gobernantes por el nuevo sentido que le había dado la revolución atribuyéndole a la misma la soberanía. Así por ejemplo en las relaciones diplomáticas que mantuvo el gobierno de Carlos IV con las autoridades revolucionarias francesas antes de la guerra se rechazó con insistencia que la otra parte usara la expresión «nación española» porque eso cuestionaba el poder absoluto del monarca.
Por el contrario los ilustrados más críticos con la Monarquía borbónica que asumieron los principios revolucionarios utilizarán el término «nación española» dándole el nuevo sentido de sujeto de la soberanía. Así José Marchena, que tuvo que huir a Francia, publicó desde allí de forma anónima en 1792 un panfleto titulado precisamente A la Nación Española. En esa obra además de señalar la decadencia de la patria ―«la patria de los Sénecas y los Lucanos» «¿dónde está, ¡ay!, tu antigua gloria?»― reclamaba la convocatoria de las Cortes además de la abolición de la Inquisición española.
Menos problemático resultó el uso del término patria para los defensores de la Monarquía absoluta frente a la amenaza revolucionaria. Así en la propaganda antifrancesa que se desplegó durante la Guerra de la Convención se recurrió a un «patriotismo católico» con el trilema «Dios [o religión], patria y rey». El obispo de Santander se preguntaba en un sermón de 1793, en plena guerra: «¿Se vieron jamás en nuestra península rasgos más brillantes de patriotismo y de fe?». De todas formas se era consciente de que el enemigo también recurría a la idea de patriotismo para defender su causa por lo que los defensores de la alianza del trono y del altar se afanaron en diferenciarlos. Así lo hizo el obispo de Tarragona en una pastoral: «Un patriotismo fanático ha dado a nuestros enemigos asombrosas victorias y rapidísimas conquistas: ¿podrá menos en nosotros el patriotismo verdadero, legítimo, fundado en los principios inconcusos de la religión, de la naturaleza y de la ley?».
Terminada la guerra el término «patria» recuperó el sentido contractualista que le habían dado los ilustrados en la segunda mitad del siglo XVIII, como lo atestiguan las Cartas sobre los obstáculos que la naturaleza, la opinión y las leyes oponen a la felicidad pública del conde de Cabarrús (1795), lo que chocó con el «patriotismo católico». Esa es la razón por la que poeta Manuel José Quintana no publicara sus Cartas patrióticas anteriores a 1808. Pero durante la Guerra de la Independencia este «patriotismo católico» volvió a aparecer, como lo demuestra el llamamiento que hizo un obispo en 1808 a luchar «por la religión, por Dios, por Jesucristo, por el rey, por la patria, por el pueblo, por la justicia y por nuestra seguridad». De forma más descarnada lo expresaba fray Manuel Martínez cuando acabó la guerra al referirse a la insurrección antifrancesa: «No fue cuanto hicimos a favor de nuestra patria; obramos porque la religión exigía de nosotros que obrásemos de ese modo».
Las nuevas ideas de la Revolución Francesa y el nuevo sentido que dio a palabras como nación o patria fueron objeto de sátira y de descalificación por parte de los sectores tradicionalistas antiilustrados. En España la obra más conocida fue el Diccionario razonado, manual para inteligencia de algunos escritores que por equivocación han nacido en España publicado en Cádiz en 1811, que se atribuye a Francisco Alvarado, el Filósofo Rancio, y que estaba influido por una obra que tuvo gran difusión entre los contrarrevolucionarios europeos: el Nuovo vocabolario filosofico-democratico del jesuita de origen sueco Lorenzo Thjulen, publicado por primera vez en Venecia en 1799. Por ejemplo, en el Diccionario razonado se definía la voz patriotismo como el «amor ardiente a los sueldos y mandos de la patria» y patriota como «el cosmopolita que sin ser moro, ni cristiano, ni francés, ni español, es del que le paga».

## La Guerra de la Independencia y las Cortes de Cádiz (1808-1814): el nacimiento del nacionalismo español. El Trienio Liberal (1820-1823)

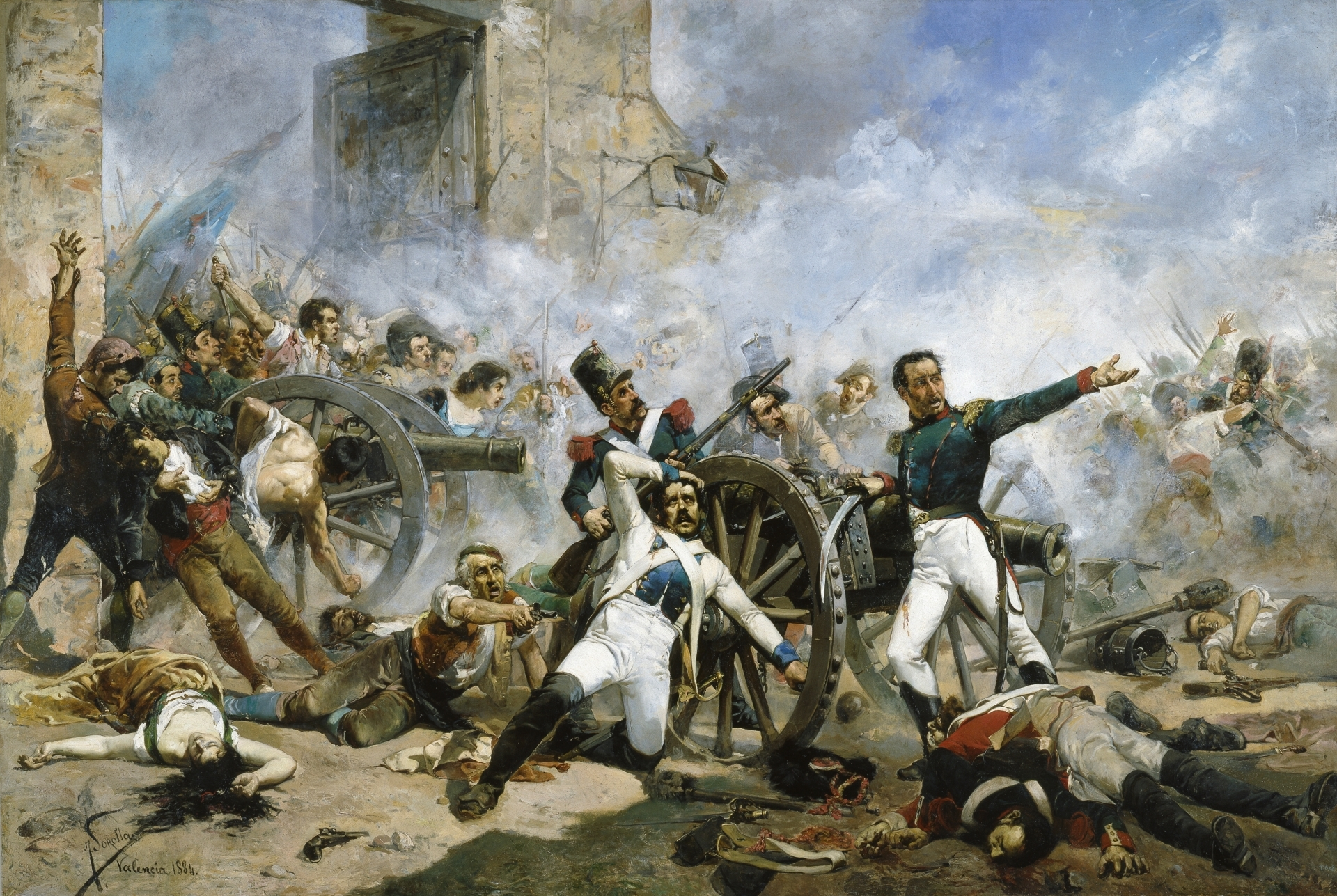
La defensa del parque de Monteleón durante el Levantamiento del 2 de mayo en Madrid que dio inicio a la Guerra de la Independencia Española. Óleo de Joaquín Sorolla que obtuvo en 1884 la medalla de Segunda Clase en la Exposición Nacional de Bellas Artes. La historiografía liberal posterior convirtió a la guerra en el mito fundacional de la «nación española».

Existe un amplio consenso entre los historiadores en situar en la llamada posteriormente Guerra de Independencia el nacimiento del nacionalismo español. José Luis de la Granja, Justo Beramendi y Pere Anguera lo afirman de forma rotunda: «La nación española moderna nace al calor de la resistencia contra la ocupación napoleónica». Así la historiografía liberal posterior convirtió a la guerra en el mito fundacional de la «nación española».
Fueron los liberales los «inventores» de la Nación Española al oponer la soberanía de los ciudadanos ―de la Nación― al poder absoluto del rey. Así pues, la primera formulación de un nacionalismo español que supere el protonacionalismo anterior se produce en las Cortes de Cádiz, en medio de la resistencia contra la ocupación napoleónica y gracias al brusco hundimiento de las instituciones políticas de la Monarquía absoluta. Así quedó plasmado en la Constitución de 1812 en cuyo artículo 1 se decía que «la soberanía reside esencialmente en la Nación», que quedaba definida en el artículo 2, como «la reunión de todos los Españoles de ambos hemisferios». Este cambio había sido posible porque «a finales del siglo [XVIII] la suma de la identidad prenacional, básicamente tradicionalista, y el protonacionalismo, de contenidos mayoritariamente ilustrados y reformistas, potenciándose mutuamente, constituían una fuerza cohesiva capaz de afrontar con éxito las duras pruebas del vacío de poder que se produce en 1808 y de la lucha antifrancesa de los seis años posteriores».
Así pues, entre 1808 y 1814 la concepción predominante de patria es la liberal y, como ha señalado Juan Francisco Fuentes, «era lógico que así fuera, porque el liberalismo había hecho del patriotismo la bisagra ideológica que articulaba la doble lucha contra el invasor extranjero y contra el Antiguo Régimen». De la ruptura que representaba la nueva concepción del término patria fueron muy conscientes los propios liberales. En el Manifiesto de la Junta Central a la Nación del 26 de octubre de 1808 se decía: «La Patria, españoles, no debe ya ser un nombre vano para vosotros: debe significar en vuestros oídos y en vuestro corazón el santuario de las leyes y las costumbres, el campo de los talentos y la recompensa de las virtudes». En un periódico de Cádiz se definía así patria: «Patria [es] aquella sociedad, aquella nación, donde al abrigo de leyes justas, moderadas y reconocidas, hemos gozado de los placeres de la vida, el fruto de nuestros sudores, las ventajas de nuestra industria, y la inalterable posesión de nuestros derechos imprescriptibles». La patria para los liberales era el ideal a alcanzar en el combate por la independencia y por la libertad que se estaba librando desde 1808. El diputado liberal Álvaro Flórez Estrada lo expresó claramente: mientras España careciera de una verdadera Constitución, el pueblo se hallaría «sin libertad y sin patria». «Dadnos una patria» pedía un lector en el Semanario patriótico. «El placer de fundar una patria ¿no es el mayor premio de un corazón generoso?», se decía en ese mismo periódico en un artículo escrito probablemente por el poeta Manuel José Quintana. Por eso cuando Agustín de Argüelles presentó ante las Cortes de Cádiz la nueva Constitución dijo la célebre frase: «Españoles: ya tenéis patria». «¿Habéis oído, españoles?... Ya tenéis patria, sois ciudadanos y ciudadanos españoles», proclamó un cura liberal, resaltando la simbiosis entre «patria» y «ciudadanía». El diputado ecuatoriano José Mejía Lequerica definió la patria como «una hermanable unión de hombres libres, en donde quiera que ellos estén…, aunque sea en el aire».

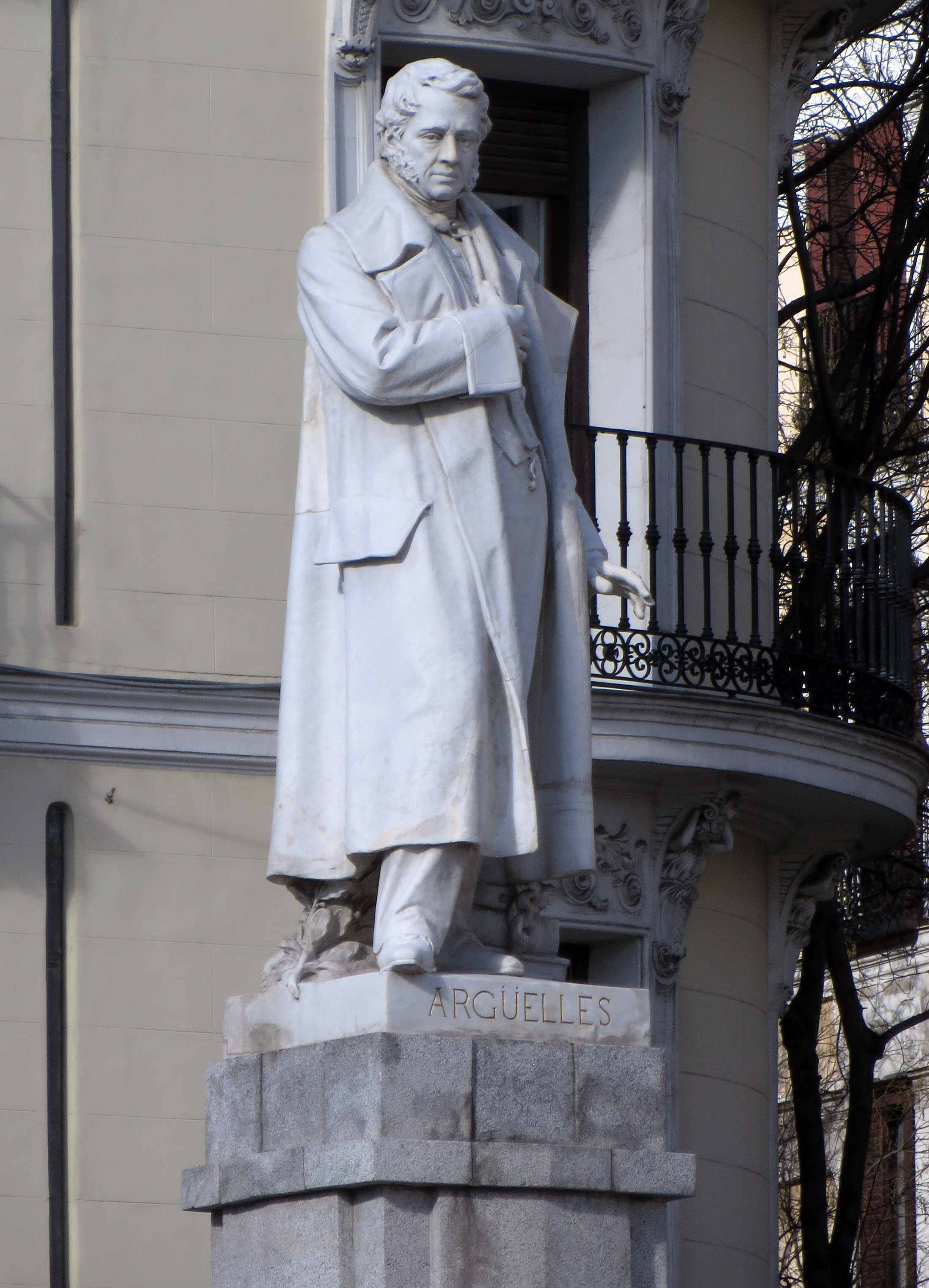
Monumento a Agustín de Argüelles en Madrid, por José Alcoverro (inaugurado en 1902). Cuando Argüelles presentó ante las Cortes de Cádiz la nueva Constitución dijo la célebre frase: «Españoles: ya tenéis patria».

Asimismo los términos «nación» y «nación española» ―que son usados profusamente, mucho más que cien años antes― adquieren su pleno significado político al asociarse a la idea de soberanía. La ruptura con el pasado se evidencia en los artículos 2 y 3 de la Constitución de 1812. En el artículo 2 se dice: «La Nación española es libre e independiente, y no es ni pude ser patrimonio de ninguna familia ni persona». Y en el artículo 3: «La soberanía reside esencialmente en la nación, y, por lo mismo, pertenece a esta exclusivamente el derecho de establecer sus leyes fundamentales». Previamente en la declaración de las Cortes de septiembre de 1810 ya se habían proclamado depositarias de la «soberanía nacional».

Los diputados que componen este Congreso, y que representan a la nación española, se declaran legítimamente constituidos en Cortes generales y extraordinarias y que reside en ellas la soberanía nacional.

El diputado Dueñas expuso aún más claramente si cabe la ruptura que se estaba produciendo con el pasado en una intervención ante las Cortes el 7 de abril de 1811: «El orden de las palabras regularmente manifiesta el que tienen las ideas en la cabeza y en el corazón; y yo aquí he oído… invertir el orden, diciendo el rey y la nación, cuando se debía decir la nación y el rey, porque la nación es primero que el rey».
Los liberales no definieron la Nación española con planteamientos exclusivamente cívicos sino que, por influencia del tradicionalismo y de la identidad prenacional española, incorporaron elementos orgánico-historicistas, ya que entendían España como una comunidad forjada por la historia y la cultura, y en la que jugaba un papel importante la religión católica, de ahí el carácter confesional de la Nación tal como quedó plasmado en la Constitución de 1812. En este sentido el primer nacionalismo liberal estuvo impregnado de un profundo historicismo, buscando en el pasado ―la lucha de los comuneros castellanos de principios del siglo XVI contra la opresión de la monarquía, por ejemplo― la legitimación de sus ideas. En el mismo Discurso Preliminar de la Constitución se decía que «los españoles fueron en tiempo de los godos una nación libre e independiente, formando un mismo y único imperio».

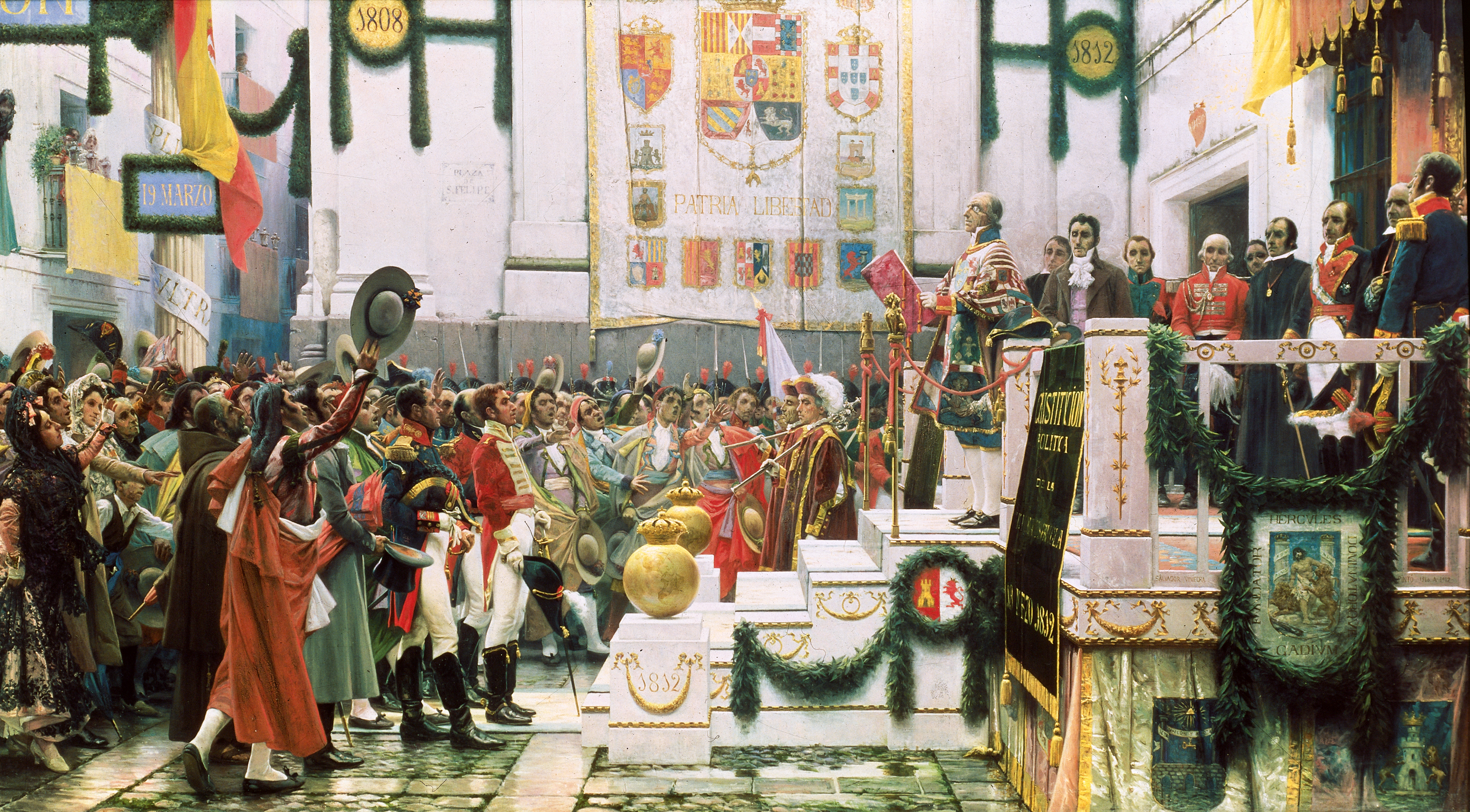
Cuadro histórico de Salvador Viniegra ‘’Promulgación de la Constitución de 1812’’ por las Cortes de Cádiz. En el artículo 2 de la Constitución se decía: «La Nación española es libre e independiente, y no es ni puede ser patrimonio de ninguna familia ni persona». Y en el artículo 3: «La soberanía reside esencialmente en la nación, y, por lo mismo, pertenece a esta exclusivamente el derecho de establecer sus leyes fundamentales».

En cuanto a la organización territorial de la «nación española», los liberales, siguiendo el camino iniciado por la Monarquía Borbónica del siglo XVIII, tenían una visión «uniformizadora» y «centralista» de raíz castellana.. Rechazaron el «provincialismo» como un vestigio del pasado y defendieron la unidad de leyes, gobierno y administración. Un diputado liberal reconocía que España era «una porción de provincias y reinos de nombres, idiomas y costumbres distintas y aún opuestas entre sí...» y que esas diferencias se oponían «a la unidad del imperio y a la felicidad común». Así, la Constitución de 1812 refrendará esta visión «uniformista» de la nación pues no contemplará ningún tipo de descentralización en la organización territorial de la nueva Monarquía Constitucional: las provincias son órganos puramente administrativos y totalmente subordinados a las directrices del Gobierno central.
Sin embargo, en el debate de la organización territorial de la «nación española» la concepción austracista de la monarquía compuesta de los Austrias pervivió. Antoni de Capmany afirmaba que la «gran Nación» española estaba compuesta de «pequeñas naciones» y José Blanco White consideraba a España una «nación… agregada de muchas».
Estos postulados fueron combatidos por la mayoría de los liberales. Así, por ejemplo, el diputado Diego Muñoz Torrero dijo: «Estamos hablando como si la nación española no fuese una, sino que tuviera reinos y estados diferentes. Es menester que nos hagamos cargo que todas estas divisiones de provincias deben desaparecer, y que en la Constitución actual deben refundirse todas las leyes fundamentales de las demás provincias de la Monarquía, especialmente cuando ninguna pierde… Yo quiero que nos acordemos que formamos una sola nación, y no un agregado de varias naciones». Una posición similar sostuvieron destacados liberales e ilustrados como el conde de Toreno ―quien proclamó la urgencia de «formar una nación sola y única» y de «corregir el curso natural de «las provincias» que «se deslizan y propenden al federalismo»― o Valentín de Foronda. Este último abogaba incluso por la supresión de los nombres históricos de las «provincias» como Andalucía, Vizcaya, etc. «pues los españoles debemos ser todos unos y así deben desaparecer las contiendas de qué provincia se ha distinguido más y hecho proezas que asombran».

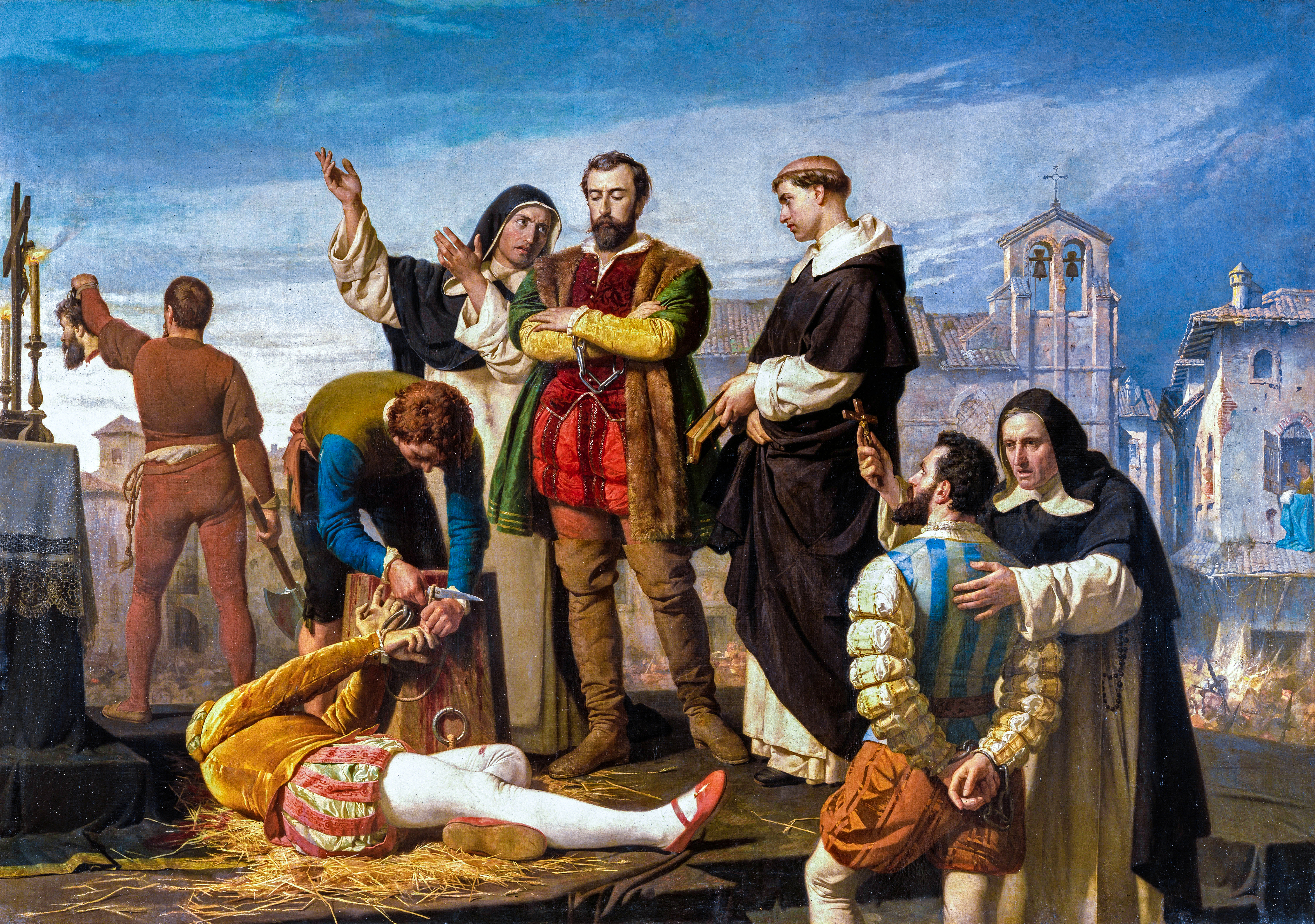
Cuadro histórico de Antonio Gisbert Ejecución de los Comuneros de Castilla (1860). Para los liberales la derrota de la revuelta de las Comunidades inició el periodo de decadencia de las «libertades» en España, que los liberales, como los comuneros en su tiempo, luchaban por establecer.

En cuanto a las colonias los liberales no fueron consecuentes con la definición de la Nación del artículo 2 de la Constitución ―la «reunión de todos los Españoles de ambos hemisferios»― y no concedieron los mismos derechos políticos ni el mismo grado de representación en las futuras Cortes a los ciudadanos del otro lado del Atlántico, lo que no fue aceptado por los representantes americanos y dará origen a los  movimientos de independencia de las colonias.

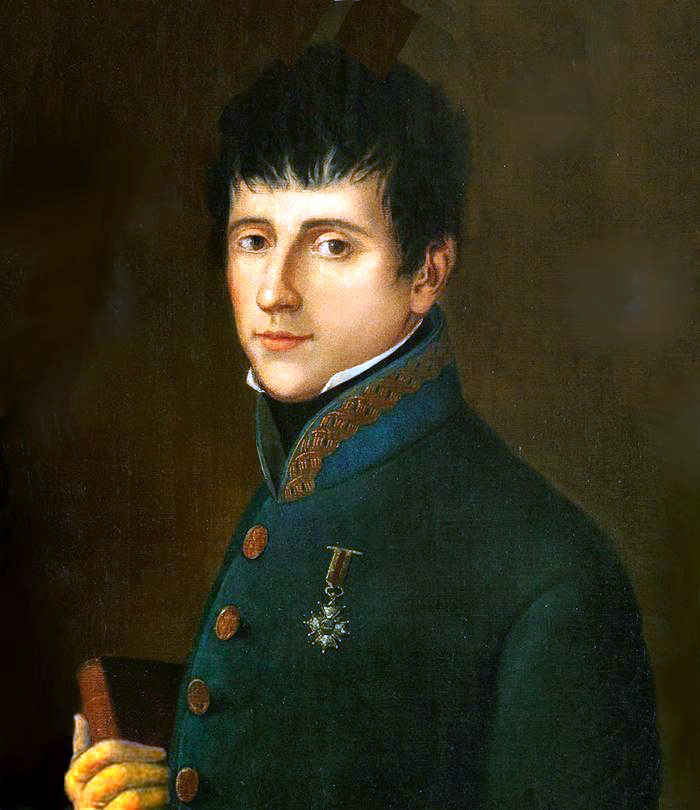
Retrato del general Rafael del Riego cuyo pronunciamiento para «reponer a la Nación en sus antiguos derechos» dio inicio al Trienio Liberal. A partir de ese momento se convirtió en una figura objeto de culto cívico, incluido un himno compuesto en su honor.

Frente a la nación de los liberales la concepción de la nación de los absolutistas fue el resultado de la síntesis entre el «protonacionalismo» austracista y el primer romanticismo literario hispano. Así España era definida en términos orgánico-historicistas según los cuales poseía una esencia histórica y un espíritu propio que se remontaba a épocas muy antiguas. En esta concepción también se asumían los estereotipos elaborados por los viajeros extranjeros ―especialmente los románticos franceses y británicos― sobre el «carácter español», patente por ejemplo en la Carmen de Prosper Mérimée. Las bases de esta concepción serían la monarquía y la religión católica.
Por otro lado, para los absolutistas ―y más tarde para los carlistas― la Edad de Oro española habían sido el reinado de los Reyes Católicos y del Imperio español, mientras que los liberales consideraban que tras la represión de la revuelta de las Comunidades se había iniciado un periodo de decadencia de las «libertades» ―para los absolutistas y tradicionalistas la decadencia la identificaban con el reinado de los últimos Austrias y de los Borbones «extranjerizantes»― y afirmaban que el periodo de auge había sido la Edad Media con sus Cortes y fueros.
El Trienio Liberal (1820-1823), según Juan Francisco Fuentes, «marcó el apogeo de un poderoso imaginario liberal asociado a la nación y a la patria». Así el periódico El Zurriago retomó la vinculación entre patria y libertad cuando afirmaba que «no hay patria» allí donde imperan «las cadenas de la arbitrariedad» y las «hogueras de la Inquisición» y donde «viven los hombres sin derechos», en alusión al sexenio absolutista (1814-1820) al que se le acababa de poner fin. «Ya tenéis patria a quien amar», les dijo un maestro de escuela a sus alumnos nada más restablecerse la Constitución de 1812. No es casualidad que durante este periodo proliferaron las sociedades patrióticas y fueran varios los periódicos que llevaban en su cabecera la palabra «patriota», como sinónimo de revolucionario que defiende la plenitud de derechos de la «nación» frente a sus enemigos. El propio Rafael del Riego, convertido en una figura objeto de culto cívico, había justificado su levantamiento al afirmar que lo había hecho para «reponer a la Nación en sus antiguos derechos». Y la identificación de los liberales con la nación le llevó a decir a un diputado que ellos no eran un partido, como los «serviles» o los «afrancesados», sino que eran «toda la Nación».

## La Monarquía isabelina (1833-1868)
Durante este periodo se impone la concepción orgánico-historicista de la nación sobre la nación política y así en la Constitución española de 1845, que rigió la monarquía isabelina, no se reconoció la soberanía nacional y solo se mencionó a la nación en el artículo 11 para volver a afirmar su confesionalidad católica: «La religión de la Nación española es la Católica, Apostólica y Romana».

Bandera de España instituida por dos Reales Decretos de 1841 y 1843 que formalizaban el uso de la bandera empleada por la marina desde el Real Decreto de Carlos III de 1785. En los Reales Decretos de 1841 y 1843 se ordenaba que «la bandera nacional [verdadero símbolo de la monarquía española] se enarbole en las plazas fuertes», así como en Madrid, «al ser la capital de la monarquía y residir en ella las personas reales y el Gobierno Supremo del Estado». En 1844 se ordenó que fuera izada en las grandes solemnidades pero no fue hasta 1908 ―el mismo año en que se instituyó la Marcha Real como himno nacional español― que se estableció su uso en todos los edificios públicos.

Por otro lado en estos años se produce la separación de los significados de «nación» y «patria» que hasta entonces habían sido prácticamente sinónimos, aunque con matizaciones. Así «nación», asociada a la idea de soberanía, se sitúa en la lejana esfera de lo político, mientras que «patria» cobra un significado más cercano, y se sitúa en el plano de los sentimientos, de las tradiciones y de las identidades. Así lo parece expresar la frase aparecida en 1843 en Lo verdader catalá, primer periódico escrito íntegramente en catalán: Espanya ès la nostra nació, pero Catalunya ès la nostra patria. Una consecuencia de ello es que el «patriotismo» deja de ser «sinónimo de activismo revolucionario para convertirse en una voz sin fronteras ideológicas». Por otro lado, «la mayor carga sentimental e identitaria de “patria” hará más fácil su transición a lo largo del siglo XIX hacia otros registros semánticos, tanto de la mano del carlismo y sus sucedáneos como del Romanticismo o de un protonacionalismo de raíz católica, sea español, catalán o vasco».
La reiteración por parte de los liberales de los conceptos de «patria», «nación», «patriotismo» o «patriota» condujo a una cierta trivialización de los mismos lo que fue aprovechado por la sátira costumbrista. En Los españoles pintados por sí mismos (1843-1844) el «patriota» es caracterizado por su afán de medrar y por su afición a las frases vacías, «tanto más aplaudidas cuanto menos entendidas». En un diccionario satírico publicado en 1855 se define a los «políticos» como «zánganos de colmena que se alimentan únicamente con la miel de la patria».
En los años 1830 empieza a usarse en castellano el término «nacionalismo», entendido como sinónimo de «patriotismo», un término ampliamente difundido desde hacía tiempo. Así lo utilizó como sinónimo, por ejemplo, Mariano José de Larra en 1835: «Lo que se llama en general la sociedad es un [sic] amalgama de mil sociedades colocadas en escalón, que solo se rozan en sus fronteras respectivas unas con otras, y las cuales no reúne en un todo compacto en cada país sino el vínculo de una lengua común, y de lo que se llama entre los hombres patriotismo o nacionalismo». Pero el uso del término «nacionalismo» fue muy reducido durante este periodo y durante el resto del siglo XIX.

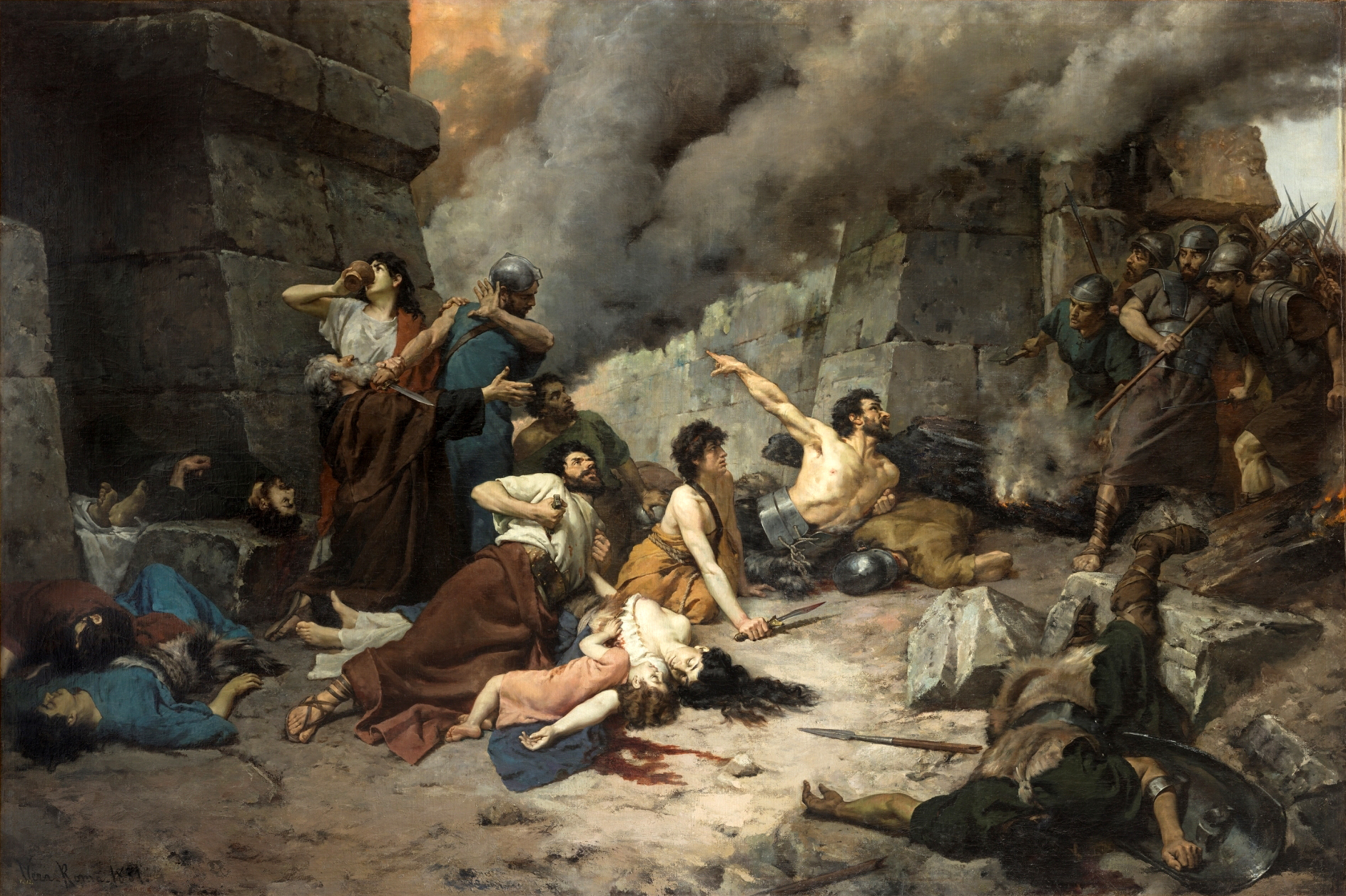
Numancia de Alejo Vera y Estaca (1881). Los liberales se propusieron «nacionalizar» y relegitimar el nuevo Estado liberal que se proponían construir. Así las élites intelectuales codificaron un relato histórico y literario de la identidad española, que comenzaba con el mito de Numancia.

Los liberales, especialmente los que habían vivido el exilio en París y Londres durante los dos periodos absolutistas del reinado de Fernando VII, fueron conscientes de que era necesario «nacionalizar» y relegitimar el nuevo Estado liberal que se proponían construir. A ello contribuyeron la obra literaria de los escritores románticos como José de Espronceda, el duque de Rivas o, en menor medida, Mariano José de Larra, así como las Historias nacionales de España que se publicaron, entre las que destacó la Historia general de España de Modesto Lafuente editada en varios volúmenes entre 1850 y 1867. «Ciertamente, las élites intelectuales codificaron un relato histórico y literario de la identidad española, desde los mitos de Numancia y Sagunto hasta la idealización del reino visigodo como primer reino español, pasando por figuras como Don Pelayo, el Cid Campeador o una visión providencialista, teleológica y uniforme de la Reconquista, y la recuperación de arquetipos literarios como el Quijote en clave nacional».
Una parte de la historiografía ha defendido la tesis de la «débil nacionalización» que se produjo en esos años, es decir ―como la ha definido Núñez Seixas―, «la debilidad relativa de la difusión social de un sentimiento más o menos articulado de pertenencia a una nación política identificada con el Estado». Como han señalado De la Granja, Beramendi y Anguera, «la nacionalización española acaba fallando en lo fundamental: asociar el patriotismo y la identidad a un proceso modernizador, en lo político y en lo demás, suficientemente eficaz para afirmar y ensanchar la base social de la nación española y al tiempo, erradicar o estrechar la de otras fidelidades». La prueba de este fracaso, según estos mismos historiadores, sería la pervivencia e incluso el renacimiento de las «etnicidades subestatales», con sus lenguas, movimientos culturales e historiográficos propios que sientan las bases de «posibles discursos nacionales alternativos».

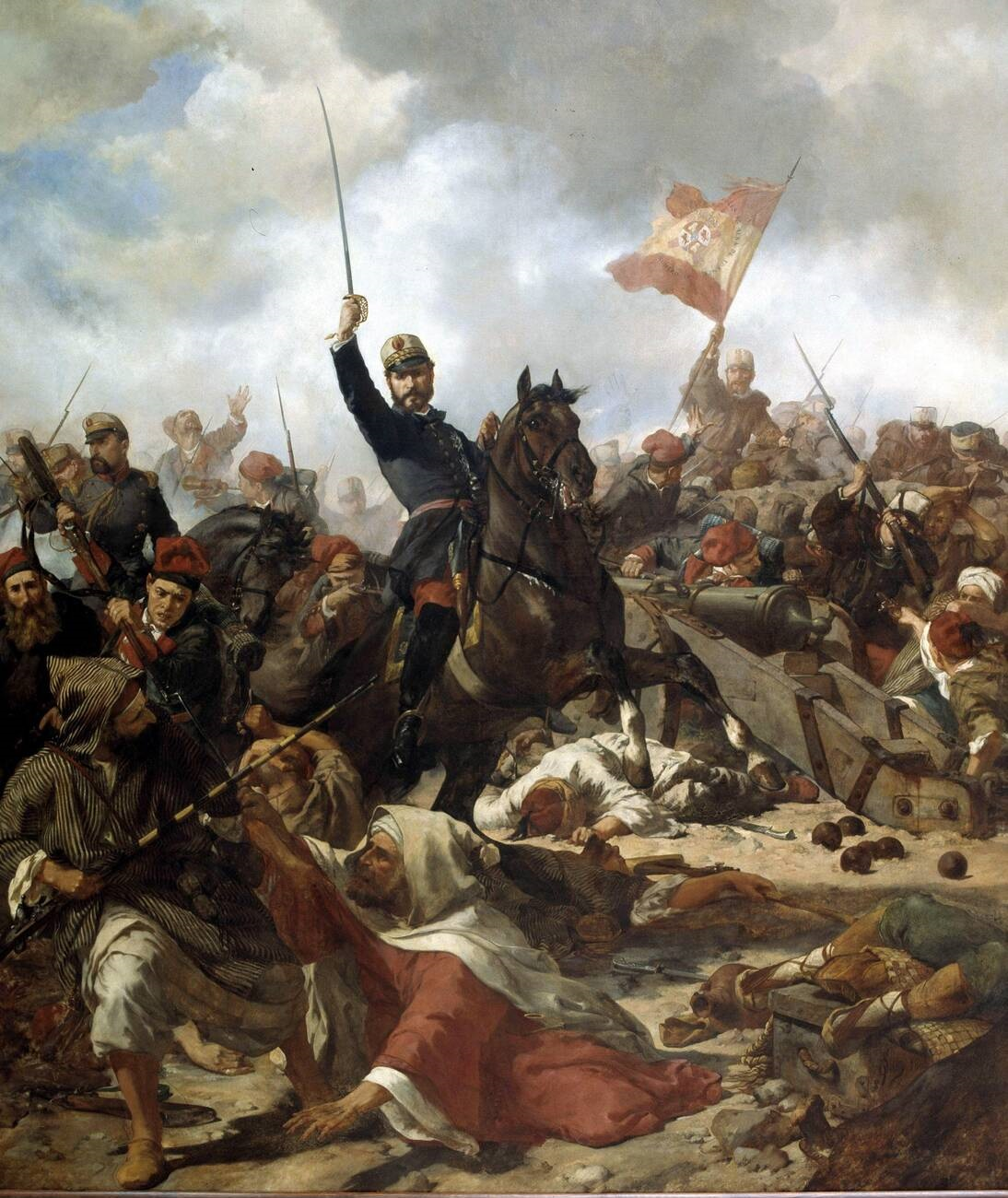
El general Prim en la batalla de Tetuán de Francisco Sans Cabot (1864). La Guerra de África de 1859-1860 «logró concitar y conciliar entusiasmo patriótico en las élites y los sectores populares por igual, y en todos los territorios peninsulares, incluyendo Cataluña».

Según Núñez Seixas la «débil nacionalización» se debió a la incidencia de cuatro factores. El primero, el desigual desarrollo industrial español que hizo que las zonas más desarrolladas no coincidieran con los centros de decisión. El segundo, el monopolio del poder por parte del partido moderado, defensor a ultranza de un Estado centralizado, que provocó como reacción, que su rival, el partido progresista, fuera más partidario del «provincialismo». Lo mismo ocurrió con los carlistas que defendieron los fueros de las Provincias Vascongadas, Navarra y, más tarde Cataluña, defendiendo así las que habrían sido las formas «tradicionales» de autogobierno que enraizaban con el austracismo. En tercer lugar, la eficacia discutible de los instrumentos que utilizó el Estado liberal para llevar a cabo la tarea «nacionalizadora»: un sistema político que implicaba muy poco al conjunto población dado su carácter oligárquico y caciquil; un sistema educativo escasamente dotado económicamente por lo que fue incapaz de alfabetizar a la población en un único idioma y de difundir los valores patrióticos y simbólicos de la «nación española», a lo que se añadió el importante peso que tenía en el mismo la Iglesia católica opuesta a esos valores; un ejército clasista incapaz de adoctrinar a los reclutas; y una «incompleta unificación simbólica del Estado nacional». Y en cuarto lugar, la inexistencia de un enemigo exterior claramente definido que aglutinase «nacionalmente» a la población, además de la inexistencia de un proyecto imperialista. Una excepción fue la guerra de África de 1859-1860 que «logró concitar y conciliar entusiasmo patriótico en las élites y los sectores populares por igual, y en todos los territorios peninsulares, incluyendo Cataluña». Las batallas de Wad-Ras y Tetuán fueron recordadas en los callejeros de las principales ciudades.
Otro elemento que explicaría la «débil nacionalización» sería la falta de una capital monumental pues Madrid hasta principios del siglo XX fue una «urbe de carácter provinciano y poco lucido» que «carecía de los conjuntos urbanos y los complejos monumentos característicos de Paría o Londres».
También habría que tener en cuenta que la nueva división provincial elaborada por Javier de Burgos en 1833 solo muy lentamente erosionó los antiguos marcos territoriales de los «reinos» medievales. Y esto fue debido fundamentalmente a que, a diferencia de los departamentos franceses que rompieron completamente las unidades territoriales preexistentes, la división provincial española partió de los límites de los antiguos «reinos» y «provincias» del Antiguo Régimen y se superpuso a ellos. Asimismo hay que tener en cuenta la persistencia del derecho foral en algunos territorios.
Sobre la «débil nacionalización» Núñez Seixas afirma que a pesar de que los múltiples estudios que se han realizado en las últimas décadas sobre el tema han cuestionado en parte esa tesis ―especialmente la importancia que tuvieron la sociedad civil y los poderes locales en la construcción de una identidad nacional española―, «todavía no se ha opuesto una explicación global y capaz de aprehender la complejidad de la construcción de identidades territoriales en la España del siglo XIX y primer tercio del siglo XX».
En cuanto a los símbolos formales de la Nación estos fueron heredados de la etapa anterior, tanto la bandera rojigualda, creada para la Marina de guerra por el rey Carlos III en 1785, como el himno, la Marcha Real, una marcha militar cuyo uso fue reglado también por Carlos III en 1768. Mientras que la bandera consiguió una gran difusión ―la bandera tricolor que incorporaba el morado de los comuneros fue usada como un estandarte del partido republicano no como una enseña nacional―, no ocurrió lo mismo con el himno, debido fundamentalmente a que carecía de letra oficial, además de que tuvo que rivalizar con el Himno de Riego, que fue el preferido por los liberales progresistas, los demócratas y los republicanos.
Respecto al carlismo, después de su derrota en la primera guerra carlista siguió negando el concepto de «soberanía nacional» y defendiendo el origen divino del poder. Por ejemplo, Ramón Nocedal afirmaba que ni «la nación ni el Estado es el origen de la autoridad, sino que toda autoridad viene de Dios». Pero el uso del vocablo nación estuvo siempre presente en el discurso de los carlistas, que presumían de contar con el  apoyo de un buen sector de la población española. María Teresa de Braganza llegó a afirmar en 1864 que su difunto marido, el pretendiente carlista Carlos María Isidro de Borbón, había tenido en su favor «la inmensa mayoría de la nación», cuyas esencias principales eran «la unidad de nuestra fe católica» y la propia monarquía. El historiador Stanley Payne considera incluso que, por su acentuado españolismo y a pesar de su énfasis regionalista, «el carlismo representó el único movimiento de nacionalismo español en el siglo xix».
Como conclusión, De la Granja, Beramendi y Anguera afirman que durante este período, y también durante el siguiente, «el nacionalismo español… reina sin rivales internos y, por tanto, al carecer además de fuertes estimuladores exógenos debido al aislamiento internacional de España, no necesita manifestarse demasiado como tal. Pero esto no quiere decir que carezca de toda manifestación ni que no inspire un proceso de nacionalización que, pese a todas sus deficiencias, sirve al menos para generar en los sectores sociales políticamente activos una identidad nacional bastante consistente y muy celosa de su unicidad».

## El Sexenio Democrático y el fracaso del federalismo (1868-1874)

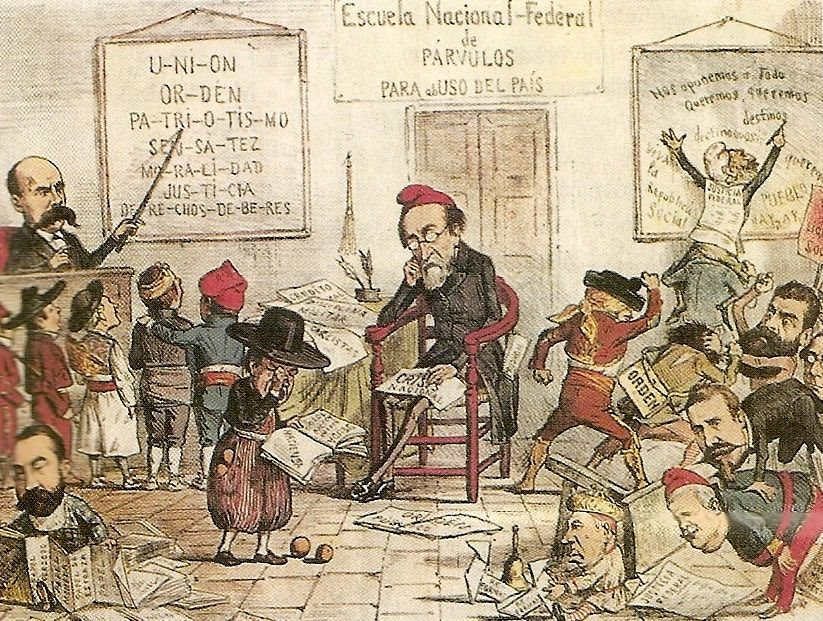
Caricatura de la revista La Flaca (1873) en la que aparece Francisco Pi y Margall en el centro desbordado por figuras infantiles ataviadas con los distintos trajes regionales, y a la izquierda Emilio Castelar intentado poner orden. El fracaso de la República Federal de 1873-1874 bloqueó el proceso de ensanchamiento de la base social de la nación española y de debilitamiento de las fidelidades subestatales.

A partir de los años 1830 el liberalismo más radical de cuño demócrata-republicano defendió el federalismo como forma de organización política de la nación española que en ocasiones derivó hacia el iberismo bajo la fórmula de una república federal que englobara a Portugal y a España. Existen, sin embargo, antecedentes que se remontan a finales del siglo XVIII y primer tercio del siglo XIX por obra curiosamente de liberales exiliados ―y que Juan Francisco Fuentes ha denominado «protofederalismo del exilio» y del que reconoce que fue muy minoritario―. Es el caso de José Marchena que ya en 1792 propone una república integrada por España y Portugal, o el de Juan de Olabarría que fue quien probablemente elaboró en 1819 un proyecto de Constitución en el que se decía que «las provincias son naturalmente federadas» y que «los intereses comunes a una provincia son de la competencia provincial», además de José Canga Argüelles que en 1826 publicó de forma anónima en Londres las Cartas de un americano sobre las ventajas de los gobiernos republicanos federativos o de Ramón Xaudaró que en Limoges publicó en 1832 Bases d’une constitution politique ou principes fondamentaux d’un système républicain.
En el periódico republicano El Huracán publicado entre 1840 y 1841 ponía como modelo de la «democracia pura» a Estados Unidos e incluía los siguientes versos federales e iberistas:

Ante todo destronar
de Borbón la raza infiel,
federarnos en tropel,
con el digno lusitano
y ser pueblo soberano
Sin Cristina ni Isabel.

Estados que compondrían la nación española según el proyecto de Constitución Federal de 1873. En la imagen no aparecen ni Cuba ni Puerto Rico.

El federalismo partió de los «antiguos reinos» medievales para definir los Estados que formarían la República federal española. En este sentido su propuesta «nacionalizadora» estuvo impregnada de un fuerte historicismo. Su gran teórico fue el político republicano catalán Francesc Pi i Margall autor de Las Nacionalidades publicada en 1877 poco después del fracaso de la experiencia federal de la Primera República Española. Como ha señalado Juan Francisco Fuentes, los federalistas razonaron a la inversa que los afrancesados y los moderados que «hicieron del Estado la piedra angular de su proyecto modernizador, en detrimento de la nación soberana», porque consideraban «la nación solo alcanzaría la plenitud de su existencia si el Estado unitario y centralista ―impuestos, quintas, fuerzas del orden, covachuelas, monarquía― era convenientemente desguazado», proponiendo así una «especie de nación sin Estado».
La concepción de España de los federalistas ha sido definida como «nación pluriestatal que haría libres por igual a los ciudadanos y a los territorios», un «extraño híbrido», según Juan Francisco Fuentes, entre federalismo y jacobinismo. Esta mezcla se puede comprobar en un documento de la junta insurrecta de Barcelona en 1842 en el que tras reafirmar «la unión y puro españolismo de todos los catalanes libres» y denunciar «la tiranía y la perfidia del poder que ha conducido a la Nación al estado más deplorable», se declaraba la «independencia de Cataluña, con respecto a la Corte, hasta que se restablezca un gobierno justo». Vuelve a aparecer en las Bases para la Constitución federal de la Nación española y para la del Estado de Cataluña de Valentí Almirall y, en fin, en el proyecto de Constitución Federal de 1873, cuyo artículo 1º decía: «Componen la Nación española los Estados de Andalucía Alta, Andalucía Baja, Aragón, Asturias, Baleares, Canarias, Castilla la Nueva, Castilla la Vieja, Cataluña, Cuba, Extremadura, Galicia, Murcia, Navarra, Puerto-Rico, Valencia, Regiones Vascongadas».
Según De la Granja, Beramendi y Anguera, el fracaso del Sexenio y de la propuesta federal de la Primera República Española, especialmente, bloqueó el proceso de ensanchamiento de la base social de la nación española y de debilitamiento de las fidelidades subestatales, con lo que «contribuyó a crear las condiciones para que, cuando actuasen otros factores, acabara quebrándose [la] unicidad nacional española» que en 1875, a pesar de todo, nadie cuestionaba.

## La primera etapa de la Restauración (1875-1898)
El fracaso del Sexenio tuvo un doble efecto sobre el proceso nacionalizador, pues en unos casos reforzó el nacionalismo español uniformista, mientras que en otros daría paso a su rechazo y al nacimiento de los «nacionalismos periféricos». Así, «la oposición al Estado centralista ya no era exclusiva de tradicionalistas y federalistas españoles; ahora también lo profesaban los que se sentían de patrias distintas, que de momento se llamaban regiones o como mucho nacionalidades. Pero alguien ya se atrevía a decir que España no era una nación sino solo un Estado formado por varias naciones». Estas posturas «nacionalistas» o «regionalistas» fueron muy contestadas desde Madrid por la mayoría de los periódicos y por intelectuales como Gaspar Núñez de Arce, Antonio Sánchez Moguel o Juan Valera.

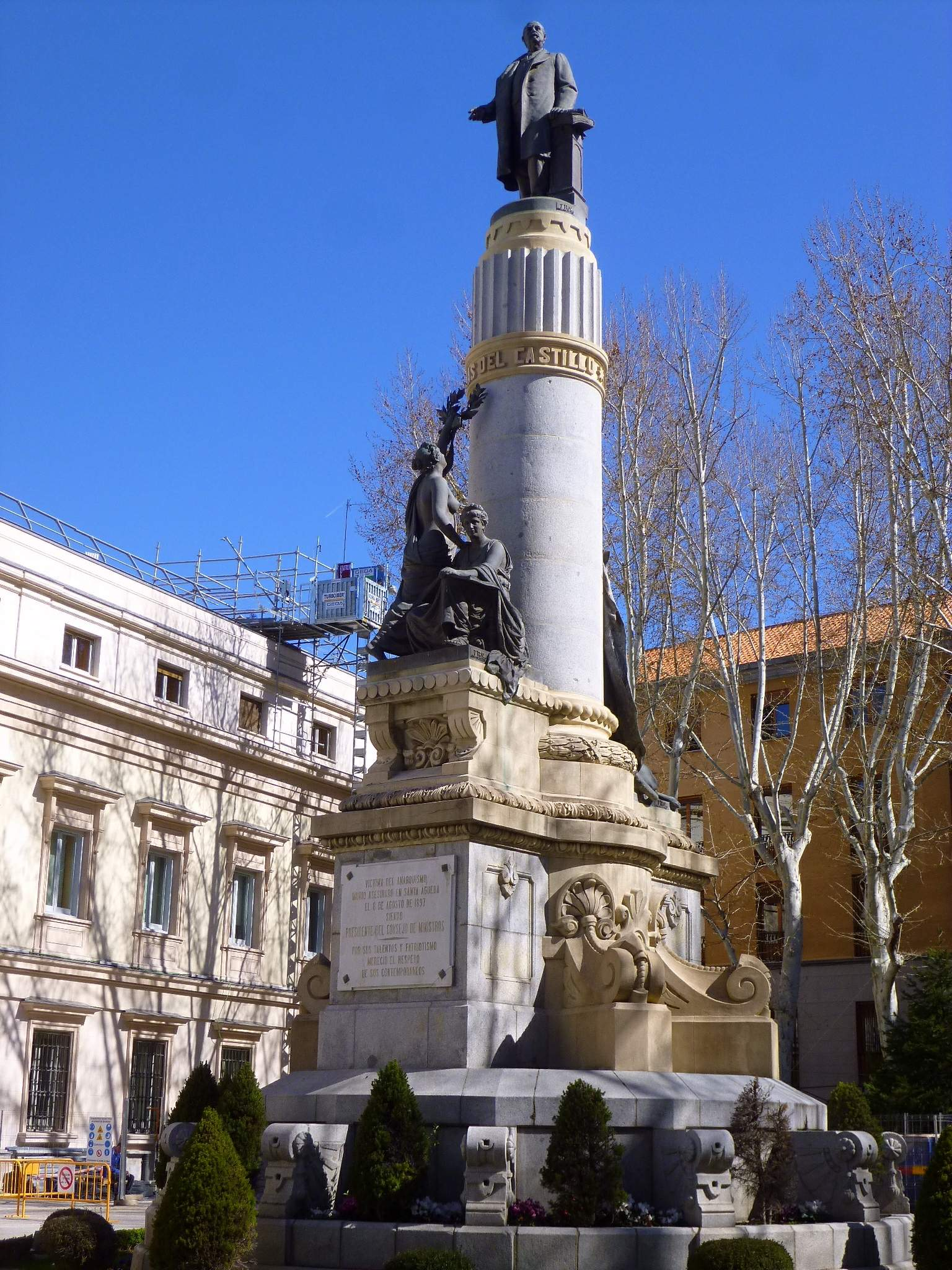
Monumento a Antonio Cánovas del Castillo en Madrid, frente al edificio del Senado (1901). La concepción conservadora del nacionalismo español se nutrió fundamentalmente de la visión historicista de Antonio Cánovas del Castillo, el fundador del régimen de la Restauración.

Durante la Restauración se reforzó la organización centralista del Estado con la «abolición de los fueros vascos» en 1876 ―aunque poco después se aprobará el concierto económico― y con el hecho de que el control de la administración provincial y local por parte del gobierno se hiciera más férreo ―ley provincial de 1882 estableció que los gobernadores civiles, nombrados por el gobierno presidirían las diputaciones provinciales―. Asimismo, durante este período el proceso de «construcción de la nación española» prosiguió desde su versión más conservadora, al centrarse la idea de "España" en su «ser» y no en la libre voluntad de los ciudadanos ― la Constitución Española de 1876, al igual que la de 1845, no emanará de la «nación española» sino que será decretada por «Don Alfonso XII, por la gracia de Dios, Rey constitucional de España» «en unión y de acuerdo con las Cortes del Reino»―. Este «ser de España» estará unido al legado histórico, con el catolicismo ―la Constitución de 1876 vuelve a proclamar la confesionalidad del Estado―, la monarquía y la lengua castellana, como principales elementos.
Esta concepción conservadora del nacionalismo español se nutrió fundamentalmente de la visión historicista del propio Antonio Cánovas del Castillo, el fundador del régimen. Así lo expresó en la conferencia que pronunció en el Ateneo de Madrid el 6 de noviembre de 1882: 

"No, señores, no; que las naciones son obra de Dios o, si alguno o muchos de vosotros lo preferís, de la naturaleza. Hace mucho tiempo que estamos convencidos todos de que no son las humanas asociaciones contratos, según se quiso un día; pactos de aquellos que, libremente y a cada hora, pueden hacer o deshacer la voluntad de las partes. (...) No hay voluntad, individual ni colectiva, que tenga derecho a aniquilar la naturaleza ni a privar, por tanto, de vida a la nacionalidad propia, que es la más alta, y aun más necesaria, después de todo, de las permanentes asociaciones humanas. Nunca hay derecho, no, ni en los muchos ni en los pocos, ni en los más ni en los menos, contra la patria.

Que la patria es... para nosotros tan sagrada como nuestro propio cuerpo y más, como nuestra misma familia y más... Conservemos, pues, la nuestra, señores; retengamos también el propio ser de españoles...

Entre nosotros, felizmente, el nombre todavía queda, como he dicho; el español, si no está aún curado de los defectos, conserva las cualidades de siempre; el territorio puede decirse que está íntegro, con una excepción deplorable... y nada en suma nos falta para poder vivir con honor sin intentarlo de veras... porque ¿qué español, después de todo, qué reunión de españoles puede oír algo que de suyo no sepa, que de suyo no sienta, a que de suyo no aspire, con sólo sentir vibrar de cerca el dulce nombre de la patria.

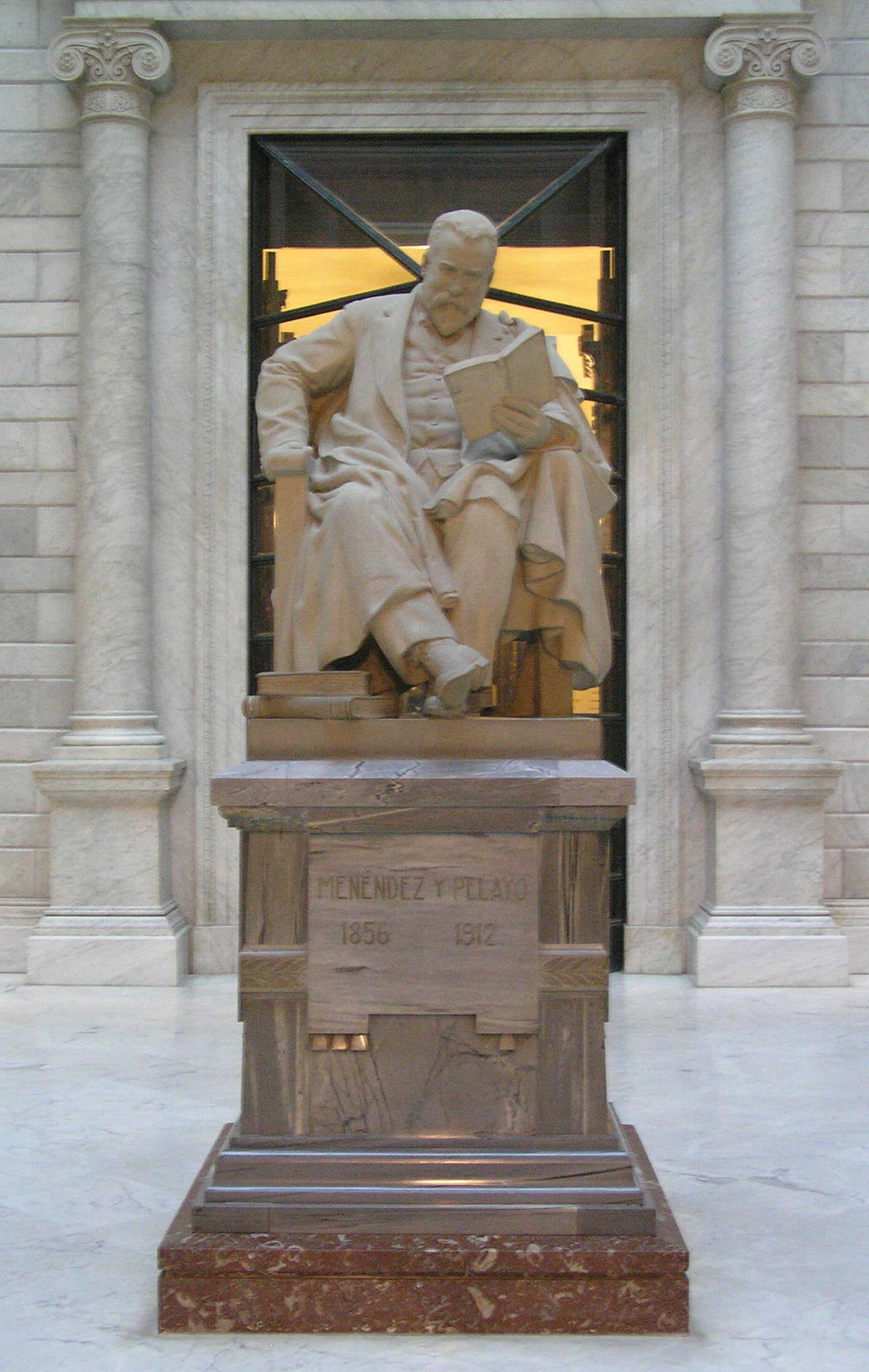
Estatua de Marcelino Menéndez Pelayo en el vestíbulo de la Biblioteca Nacional de España. El nacionalismo español conservador se nutrió sobre todo de la de obra Menéndez Pelayo con su propuesta de un «nacionalismo católico, tradicionalista, fuertemente historicista y de raigambre fuerista y corporativa».

Pero el nacionalismo español conservador se nutrió sobre todo de la obra del integrista católico Marcelino Menéndez Pelayo con su propuesta de un «nacionalismo católico, tradicionalista, fuertemente historicista y de raigambre fuerista y corporativa». La Nación según Menéndez Pelayo se había configurado históricamente por la monarquía y la religión católica. De esta forma Menéndez Pelayo se convirtió en el máximo exponente de la concepción "orgánico-historicista" de la nación española que se oponía a la liberal y republicana al identificarla con el espíritu católico.
Por otro lado, el nacionalismo español conservador se verá muy influido a finales del siglo XIX por el pensamiento autoritario y monárquico-tradicionalista del francés Charles Maurras, fundador de la Action française.
Por su parte el nacionalismo español liberal-democrático se vio muy influido por el krausismo, con su organicismo y su énfasis en la educación como instrumento fundamental en la reforma del individuo y de la sociedad.
A pesar del reforzamiento del centralismo en la organización del Estado, el proceso de construcción de la «nación española» tuvo una intensidad menor que otros países europeos, debido a la propia debilidad del Estado. Así, ni la escuela ―que siguió sin llegar a todas partes debido a los escasos recursos que se dedicaron a la educación― ni el servicio militar obligatorio ―que siguió siendo muy odiado por el clasismo en que se basaba ya que lograron librarse de él los hijos de las familias acomodadas― cumplieron aquí la función nacionalizadora que tuvieron, por ejemplo, en Francia, en la desaparición de las identidades «regionales» y «locales». El francés, por ejemplo, se impuso como lengua única y el resto de lenguas (llamadas despectivamente «dialectos») dejaron de hablarse o su uso fue considerado como un signo de «incultura». Lo que no sucedió en España con las lenguas diferentes del castellano (catalán, gallego y euskera) cuyo uso continuará siendo muy amplio en sus respectivos territorios, sobre todo entre las clases populares.
También dificultaba el proceso nacionalizador la exclusión de la participación política no solo de las demás tendencias políticas que no fueran los dos partidos dinásticos, sino de la gran mayoría de la población, a causa del fraude electoral en que se basó el régimen político de la Restauración. Otro freno fue el desarrollo de las organizaciones socialistas y anarquistas, que defendían el internacionalismo, no el nacionalismo. Sin embargo, al menos en las ciudades, sí que avanzó el nacionalismo españolista. Como lo demostraron las manifestaciones de exaltación nacionalista en 1883 (como muestra de apoyo al rey Alfonso XII a la vuelta de un viaje a Francia donde había recibido una acogido hostil por sus manifestaciones proalemanas), 1885 (con motivo del conflicto con Alemania por las islas Carolinas), en 1890 (en torno a Isaac Peral y su invención del submarino) o en 1893 (con motivo de la guerra de Melilla).
Las reivindicaciónes de Cuba y Puerto Rico de un régimen de autogobierno no fueron atendidas por los gobiernos de la Restauración porque, según Núñez Seixas, «obligaban a replantear el concepto básico de nación española que servía de fundamento legitimador a la Monarquía de la Restauración. Si España era una unidad orgánica, forjada por una Historia común, la religión católica y el papel de la Monarquía, en la que la diversidad etnoterritorial sólo era tolerada en un nivel prepolítico, la concesión de un régimen de autonomía específico a las islas caribeñas, consideradas parte de la nación, podría tener consecuencias insospechadas en los territorios no castellanos de la propia metrópoli». Solo una parte de los republicanos federales, con Pi y Margall al frente, se mostraron partidarios de la concesión de la autonomía. «La defensa del orden colonial se identificó con la integridad de la patria, una causa que debía unir a los españoles de cualquier origen social o geográfico».
Cuando por fin se acordó conceder la autonomía a Cuba y Puerto Rico esta llegó demasiado tarde. La intervención norteamericana impidió que el autogobierno pudiera ser una realidad.

## ElDesastre del 98y el periodo constitucional del reinado de Alfonso XIII (1898-1923)

Prisioneros de guerra españoles en manos estadounidenses en Manila tras la capitulación de la capital filipina. El viraje pesimista tras la derrota en la guerra con Estados Unidos provocó que entre la que después sería llamada generación del 98 se planteara el «problema de España» de forma esencialista y metafísica al partir de una concepción orgánico-historicista de la nación.

La guerra con Estados Unidos provocó una oleada de exaltación patriótica española pero la derrota dio paso a un clima de estupor y pesimismo. Por otro lado, la guerra de Cuba acrecentó el antimilitarismo de las clases populares debido al clasismo del servicio militar obligatorio que hizo que los hijos de las familias acomodadas no fueran a combatir. El antimilitarismo se acrecentó cuando se produjo la derrota, se conoció el elevado número de muertos, y volvieron a casa los enfermos y heridos en condiciones terribles. Este antimilitarismo popular se tradujo, implícita o explícitamente, en un rechazo del nacionalismo español.
El viraje pesimista tras la derrota provocó que entre la que después sería llamada generación del 98 se planteara el «problema de España» de forma esencialista y metafísica al partir de una concepción orgánico-historicista de la nación. Los miembros de esta generación de literatos e intelectuales buscaron en Castilla la auténtica identidad española ―como en el caso de Azorín que en 1900 publicó El alma castellana― o también lo buscaron en el casticismo ―como ya lo había hecho Miguel de Unamuno unos años antes, en 1895―. El fin último era definir el «carácter» español resaltando sus cualidades, siguiendo los pasos de Ángel Ganivet y su Idearium español publicado en 1897. De esta forma se configuró una concepción de España «como un organismo histórico de sustancia etnocultural básicamente castellana, que se generó a lo largo de los siglos, y que es, por tanto, una realidad objetiva e irreversible».
Otra consecuencia del «desastre del 98» fue la obsesión con el «enemigo interior» que acababa de surgir, el catalanismo político, y que luego se extendería al nacionalismo vasco y al galleguismo.
Una tercera consecuencia fue lo que Núñez Seixas ha llamado la «reexaltación del valor redentor del pueblo, definido como la parte sana de la Nación», y que está en la base del regeneracionismo, la principal corriente ideológica surgida del pesimismo que trajo la derrota. El regeneracionismo había arrancado antes del 98 con la obra de Lucas Mallada Los males de la patria y la futura revolución española publicada en 1890. El problema con el regeneracionismo es que fue bastante heterogéneo a la hora de formular cuáles eran las soluciones para conseguir la regeneración de España. Así que fue asimilado tanto por el nacionalismo conservador ―cuya expresión más acabada sería el maurismo con su elitismo autoritario de la reforma «desde arriba»― como por el nacionalismo liberal y por los diversos regionalismos que pretendían regenerar la Nación desde los municipios y las regiones que constituían sus partes más «sanas».
Una cuarta consecuencia del «Desastre del 98» fue el reforzamiento del nacionalismo español autoritario por la influencia de los «españolistas», tanto civiles como militares, que habían luchado para que Cuba y Puerto Rico siguieran formando parte de España y que habían retornado tras la independencia.

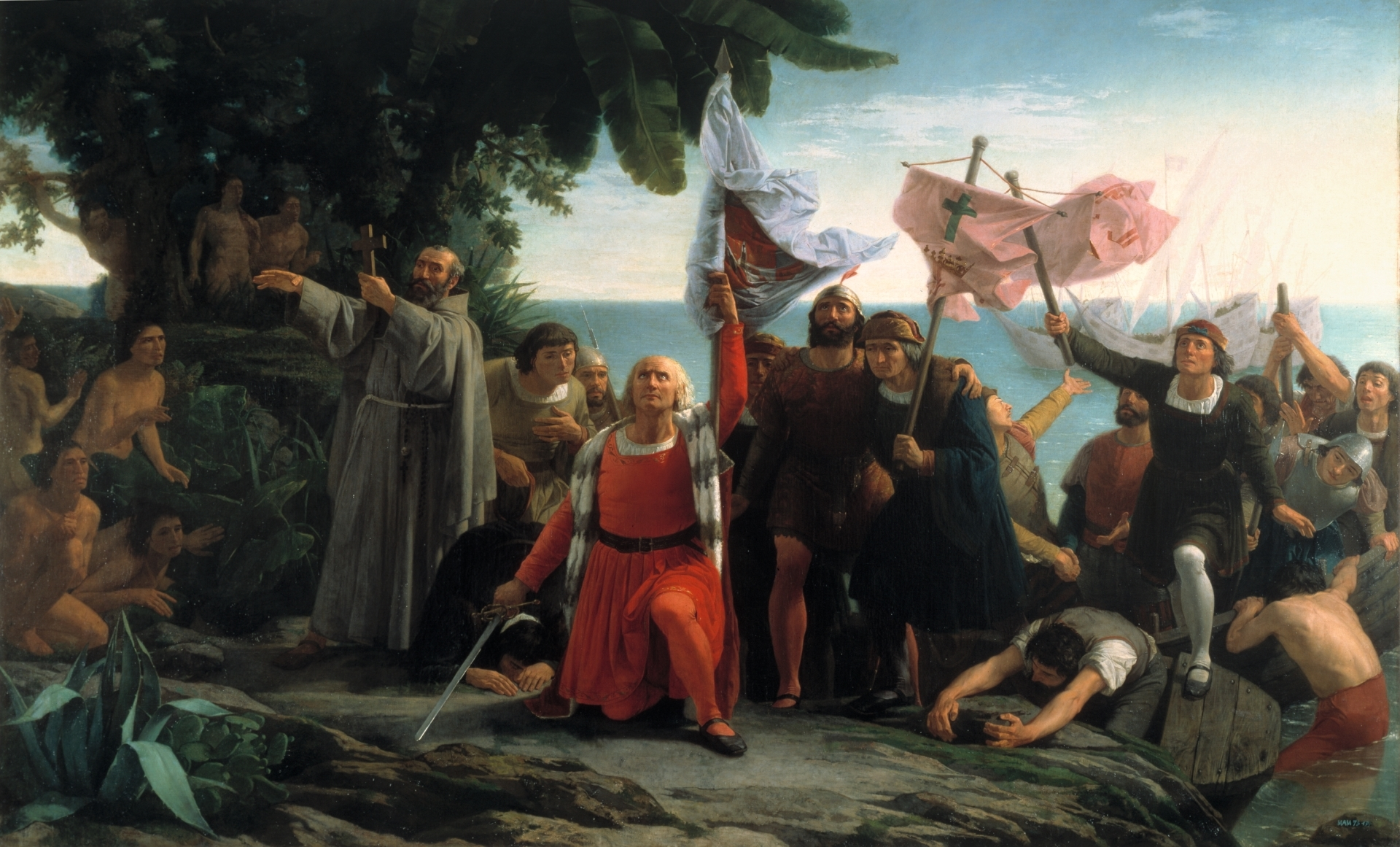
Primer desembarco de Cristóbal Colón en América, obra de Dióscoro Puebla. El hispanoamericanismo fue una reacción del nacionalismo español a la pérdida de las colonias en forma de imperialismo cultural. Un hito en la influencia de este movimiento fue la celebración a partir de 1918 del día 12 de octubre como Día de la Raza.

Por otro lado, durante el reinado de Alfonso XIII el nacionalismo español liberal-democrático se vio muy influido por la obra del filósofo José Ortega y Gasset que en 1921 publicó España invertebrada. Para Ortega la nación española era un «proyecto histórico» y una comunidad de destino definida esencialmente por Castilla. El pensamiento de Ortega influyó en los políticos y pensadores liberal-democráticos y republicanos como Manuel Azaña.
El nacionalismo español republicano adoptó una óptica populista, al considerar a un idealizado pueblo el principal depositario de las esencias de la Nación Española. Su versión más extrema sería el lerrouxismo.
Una tercera variante del nacionalismo español tras el conservador y el liberal-democrático fue la representada por la izquierda obrera. Aunque tanto socialistas como anarquistas se declaraban internacionalistas y se oponían al nacionalismo «burgués», consideraban a España el marco de solidaridad en el que desarrollar su actividad política y alcanzar sus objetivos revolucionarios. Así defendían con mayor o menor contundencia una estructura federal para el país, aunque se opusieron a los nacionalismos periféricos por su carácter conservador, especialmente al nacionalismo vasco por su marcado clericalismo.

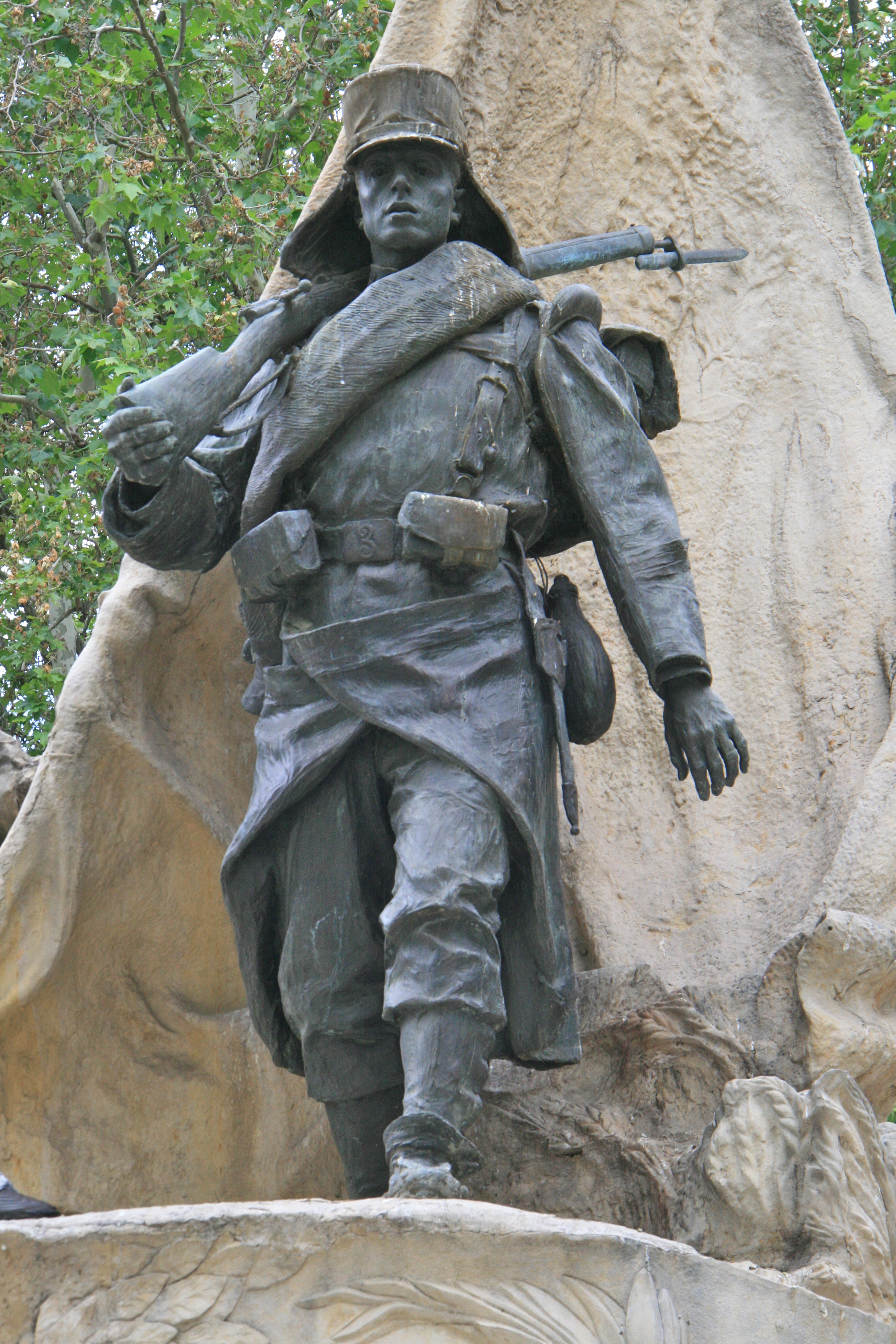
Monumento al cabo Noval, en Madrid, de Mariano Benlliure. La guerra de Marruecos, a diferencia de la guerra de África de sesenta años antes, no despertó una ola de entusiasmo patriótico, si exceptuamos el caso de la exaltación de algunos héroes como el cabo Noval.

Una cuarta variante fue el nacionalismo español autoritario, que oscilará entre la derecha radical y el fascismo, que nace a principios de la década de los años 1920 bajo el influjo del fascismo italiano. Su primera expresión fue la Unión Patriótica, el partido único de la Dictadura de Primo de Rivera, y la primera claramente fascista fue la propuesta del intelectual vanguardista Ernesto Giménez Caballero.
En este periodo se desplegó el hispanoamericanismo que tenía su origen en Menéndez Pelayo y que fue desarrollado por Ramiro de Maeztu, Zacarías de Vizcarra y Manuel García Morente. Según Núñez Seixas, se trató de una reacción del nacionalismo español a la pérdida de las colonias en forma de imperialismo cultural. Un hito en la influencia de este movimiento fue la celebración a partir de 1918 del día 12 de octubre como Día de la Raza. También hubo un hispanoamericanismo liberal difundido en España y en América por Rafael Altamira, Adolfo G. Posada y Rafael María de Labra.
Otra muestra de la «proyección exterior» del nacionalismo español fue la guerra de Marruecos pero esta, a diferencia de la guerra de África de sesenta años antes, no despertó una ola de entusiasmo patriótico ―si exceptuamos el caso de la exaltación de algunos héroes como el cabo Noval― sino que tuvo un creciente rechazo popular.
La aparición del catalanismo político, así como el desarrollo del hispanoamericanismo, concedieron cada vez mayor importancia a la lengua castellana en la definición de la nación española como elemento clave en la determinación del espíritu nacional español. La lengua era «la expresión viva de esa conciencia de la Patria, que los separatistas catalanes tienen empeño en enturbiar», se dijo entonces. Hablar la «lengua de España» era condición «necesaria e indispensable para ser español», decía el diario conservador ABC en 1919. Por su parte el historiador Rafael Altamira veía en la lengua «el espíritu de un pueblo» y el escritor Miguel de Unamuno escribió en 1910 el siguiente verso: «La sangre de mi espíritu es mi lengua / y mi patria es allí donde resuene / (…) pues ella abarca/ legión de razas». Por otro lado el Centro de Estudios Históricos dirigido por Ramón Menéndez Pidal ―que en 1925 publicó Orígenes del español― se fijó como objetivo fundamentar históricamente la vinculación entre la nación, la raza y la lengua españolas. La tesis central de Menéndez Pidal, según Núñez Seixas, era «que el castellano guiado por una empresa unificadora (la Reconquista) y su progresivo asentamiento como lengua de cultura, había afirmado su hegemonía sobre las lenguas de la península en el curso de la Edad Media, incorporando elementos de todas ellas y transformándose en el idioma español. La intercomunicación entre las lenguas ibéricas en el pasado cimentaría la propensión a la unidad política posterior, por la similitud de un mismo carácter nacional». Otra de las labores de Menéndez Pidal fue recopilar el romancero popular, para probar, según Núñez Seixas, «la existencia de una conciencia nacional española intrahistórica y con base popular: la tradicionalidad».
El crecimiento del nacionalismo catalán y del nacionalismo vasco, junto con el inicio del nacionalismo gallego, provocará una airada reacción del nacionalismo español sobre todo respecto al primero cuando alcanzó en 1914 su primer gran logro, la Mancomunitat, y cuando desplegó en 1918-1919 la campaña para conseguir un estatuto de autonomía para Cataluña. La respuesta más dura fue la de las Diputaciones castellanas que reunidas en Burgos el 2 de diciembre de 1918 aprobaron el Mensaje de Castilla que fue enviado al gobierno. Al día siguiente el diario El Norte de Castilla tituló: Ante el problema presentado por el nacionalismo catalán, Castilla afirma la nación española. Por su parte la Diputación de Zaragoza reclamó algún grado de autonomía administrativa para Aragón pero dejando muy claro que sus aspiraciones no debían confundirse con las de los catalanistas, pues «Aragón ha proclamado ante todo la intangibilidad de la patria».

## La Dictadura de Primo de Rivera (1923-1930)

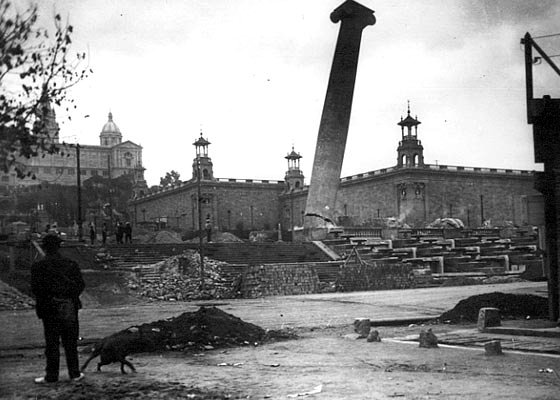
Derribo por orden de Primo de Rivera de Las cuatro columnas que representaban las cuatro barras de la bandera catalana, obra del arquitecto Puig i Cadafalch para la Exposición Internacional de Barcelona (1929). Desde sus inicios la Dictadura desarrolló una política contraria a los nacionalismos periféricos, especialmente contra el catalanismo.

Varios autores han definido la Dictadura de Primo de Rivera como «el primer ensayo de institucionalización consciente del nacionalismo español autoritario» y beligerante. Su instrumento fue el Ejército, fuertemente corporativo, militarista y nacionalista español. Sin embargo su proyecto de ‘’renacionalización’’ española ―o de «españolización desde arriba»― fracasó en gran medida. Algunos autores han señalado que lo que se consiguió en realidad fue una «nacionalización negativa» en el sentido en que ‘’deshizo’’ más españoles que los que ‘’hizo’’. Así esta política de «españolización desde arriba» además de tener una eficacia limitada provocó en cierta medida y a la larga el efecto contrario al que pretendía. Acabó revitalizando los nacionalismos periféricos y además provocó que muchos identificaran los símbolos españoles con el nacionalismo español más reaccionario.
Desde sus inicios la Dictadura desarrolló una política contraria a los nacionalismos periféricos, especialmente contra el catalanismo, y de afirmación nacionalista española. Así se decretó la prohibición del uso oficial de idiomas distintos al castellano, así como el izado de banderas ‘’regionales’’ en los edificios oficiales. También se exhortó al clero a que predicara exclusivamente en castellano y se prohibió la enseñanza del catalán y de la Historia de Cataluña en las escuelas. Por otro lado, se reforzó la presencia de los símbolos nacionales como la Marcha Real o la bandera bicolor en los actos oficiales y semioficiales como las procesiones y se impulsaron los contenidos ‘’patrióticos’’ en la enseñanza, todo ello acompañado de una cierta militarización de determinadas actividades sociales. En su conjunto constituía un ambicioso «programa de españolización desde arriba», según Núñez Seixas, que «a través de ceremonias públicas y rituales» «intentaba promover el sentimiento nacional», aunque «estaba lejos de la mística colectiva secular irracional y vitalista del fascismo italiano».
En conclusión, durante la Dictadura de Primo de Rivera se produjo «el triunfo transitorio del españolismo centralista y uniformista sobre los nacionalismos subestatales, pero también sobre las demás tendencias del propio nacionalismo español». Así en el Proyecto de Constitución de 1929 se definía a España como «una nación constituida en Estado políticamente unitario» y por primera vez se establecía que el castellano era en exclusiva el «idioma oficial de la nación española», además de instituir que la bandera y el escudo eran sus «únicos emblemas». Por su puesto, el proyecto también proclamaba al catolicismo como la religión del Estado.

## La Segunda República Española (1931-1936)

Bandera de España según el artículo 1 de la Constitución Española de 1931. El patriotismo cívico republicano incluía nuevos símbolos para la nación: la bandera tricolor y el himno de Riego como nuevo himno nacional.

En la Constitución Española de 1931 se estableció un modelo territorial a medio camino entre el federalismo ―que ya no era defendido por los partidos republicanos debido, entre otras razones, a la influencia del regeneracionismo y al fracaso de la experiencia federal de 1873-1874― y el centralismo ―por ejemplo, Unión Republicana concebía el Estado como «una interacción de autonomías municipales y regionales dentro de la unidad indestructible de España»―. A esa nueva fórmula se le llamó «Estado integral, compatible con la autonomía de los Municipios y las Regiones». Pero no se acordó que el régimen de autonomía fuera para todos al exigirse un respaldo de la población muy amplio ―dos tercios del censo electoral― en las «regiones» que demandaran acceder a él ―de hecho solo Cataluña, País Vasco y Galicia emprendieron el proceso―.

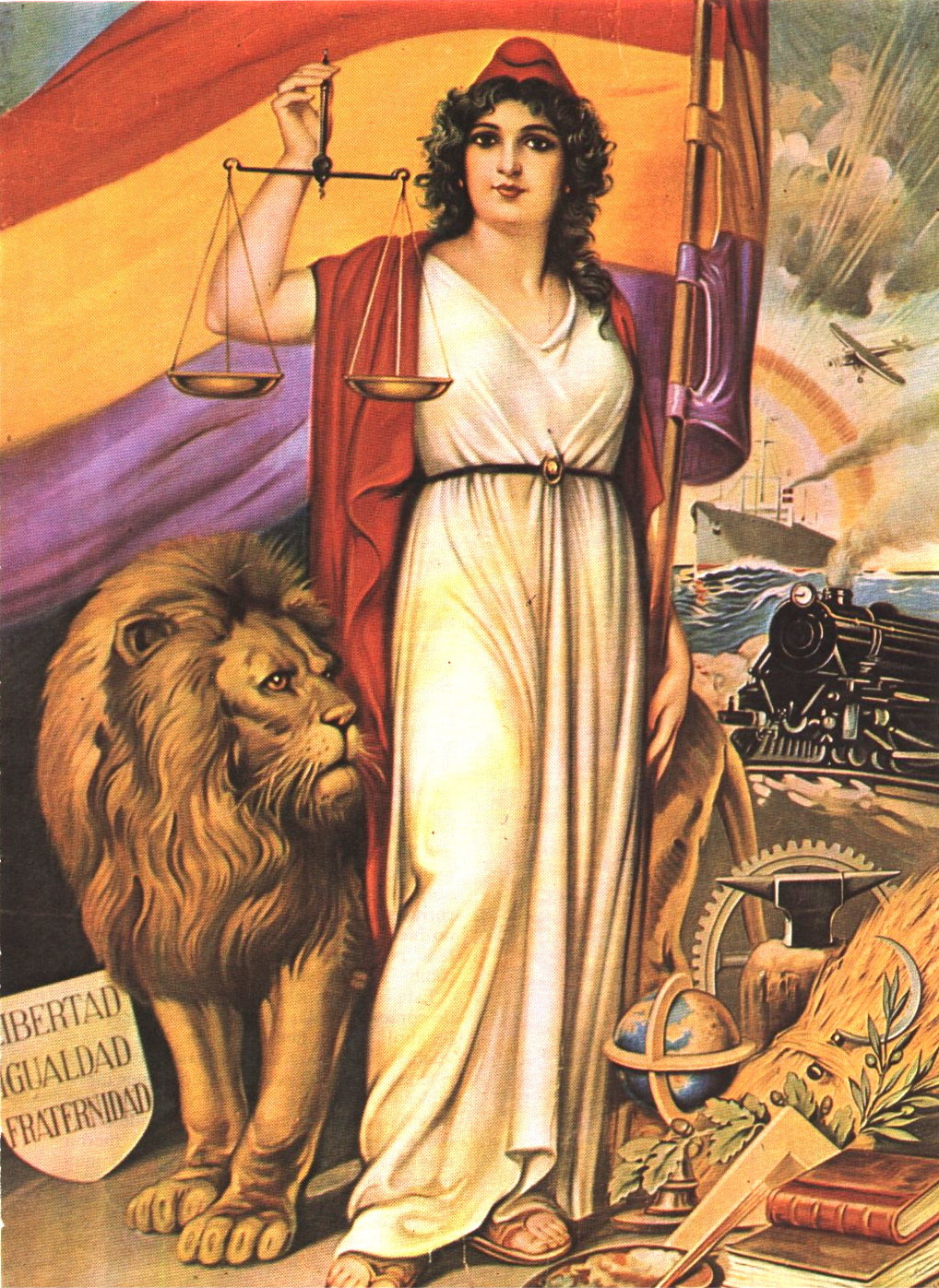
Alegoría de la República Española en la que aparece el león hispano y otros símbolos que hacen referencia al progreso de la ciencia, la técnica y las letras. También aparece una balanza simbolizando la justicia y el trilema Libertad, Igualdad, Fraternidad, valores cívicos en los que se basó el proyecto nacionalizador republicano.

Por otro lado en la Constitución de 1931, posiblemente para no soliviantar a los nacionalismos periféricos, se omitió la expresión «nación española» para designar al sujeto de la soberanía y se utilizó en su lugar el término «el pueblo» del que emanaban todos los poderes. El titular de la soberanía es «España» que, «en uso de su soberanía», decide organizarse como «República democrática de trabajadores de toda clase». También se estableció en la Constitución que el castellano era el idioma oficial.
La conjunción republicano-socialista que gobernó durante el primer bienio de la Segunda República Española puso en marcha desde sus inicios un proyecto nacionalizador liberal-democrático que tenía sus raíces en cierta medida en los postulados de la Institución Libre de Enseñanza y del regeneracionismo. Se basaría en los valores republicanos de libertad, igualdad, fraternidad y justicia social y en la asunción, aunque con reticencias, de la pluralidad identitaria que defendían el catalanismo y el galleguismo ―más difícil de asimilar era el nacionalismo vasco debido a su marcado clericalismo que chocaba con el laicismo del nuevo estado―.
El principal instrumento del nuevo programa nacionalizador sería la educación ―no solo a través de la escuela sino también gracias a las misiones pedagógicas dirigidas al sano pueblo español― y que estaría basada en los valores republicanos y democráticos, además de en los nuevos rituales públicos asociados a esos valores.
Sin embargo este patriotismo cívico republicano ―que incluía nuevos símbolos para la nación: la bandera tricolor y el himno de Riego como nuevo himno nacional, que tuvieron dificultades en arraigar no solo por el rechazo de los monárquicos sino porque la izquierda obrera y los nacionalismos subestatales enarbolaban los suyos propios― no tuvo mucho tiempo para poder fructificar debido a que las derechas, que se habían opuesto a ese programa nacionalizador, ocuparon el poder a finales de 1933, y a que seis meses después de que las izquierdas lo recuperaran en febrero de 1936 estalló la guerra civil.
Frente al nacionalismo español democrático, reformista y dialogante con los otros nacionalismos de las izquierdas, las derechas defendieron un españolismo centralista y autoritario especialmente las más abiertamente enfrentadas a la República. De hecho esa concepción antidemocrática del nacionalismo español se convirtió en su principal aglutinante como lo probaría el nombre de Bloque Nacional que se escogió para designar a la coalición opuesta al Frente Popular en las elecciones de febrero de 1936.

#### El nacimiento del nacionalismo fascista español
En relación estrecha con el nacionalismo español autoritario nació el nacionalismo español fascista gracias a Ernesto Giménez Caballero, el introductor del fascismo en España en 1928, Ramiro Ledesma Ramos y Onésimo Redondo, fundadores de las JONS, y de José Antonio Primo de Rivera, el hijo del dictador y fundador de Falange Española. En 1930, poco antes de la proclamación de la República, el abogado José María Albiñana había fundado el Partido Nacionalista Español aunque su adscripción fascista es dudosa y más bien se le suele considerar como «un grupo ultramonárquico radicalizado de filiación católico-tradicionalista».
Según Núñez Seixas, «las concepciones nacionalistas de los fascistas españoles eran fuertemente deudoras de la impronta católica-tradicionalista, noventayochista y regeneracionista ―interpretada ésta en su variante autoritaria, pero de la que también incorporan el populismo―», y en el caso de José Antonio Primo de Rivera también se puede constatar la influencia de la idea esencialista y orgánico-historicista de la «comunidad de destino» de José Ortega y Gasset, y también de Eugenio d'Ors. «En el concepto misional de nación de José Antonio, lo fundamental no eran la sangre, los muertos y la etnicidad, sino la historia pasada y el proyecto a compartir en el futuro, que se expresaría en clave imperial». En cuanto a Ramiro Ledesma Ramos, Núñez Seixas, lo considera «el líder fascista más genuino, totalitario y estatista» y destaca que redujo «la relevancia del papel de la religión ―mero ingrediente de la tradición hispánica― en su concepto de la nación española», además de reforzar «la identificación de la nación con el Estado, así como la supeditación del individualismo a los dictados de la nación».
Ismael Saz también lo ha llamado ultranacionalismo falangista o ultranacionalismo fascista, del que destaca que era deudor del nuevo nacionalismo surgido en Europa en las primeras décadas del siglo XX. Este se caracterizaba por ser contrario a los valores de la Ilustración y de la Revolución Francesa en cuanto que apelaba «a un pueblo abstracto frente a un sistema político falso y hacía de la nación el norte de todo proyecto político. Fueron estos nacionalistas los que batieron con más fuerza el mito de la decadencia y degeneración de las patrias e inauguraron el lamento esencialmente nacionalista acerca del escaso o débil patriotismo de sus compatriotas. Por eso quisieron fundamentar ese patriotismo en instancias más profundas, intrahistóricas y esencialistas: en la tierra y en los muertos, en el paisaje y el paisanaje, en la lengua o en los espíritus nacionales».

## La Guerra Civil (1936-1939)
El bando sublevado utilizó el nacionalismo español como principal elemento legitimador y de hecho llamó Alzamiento Nacional al golpe de Estado de julio de 1936 y se llamó a sí mismo «bando nacional». Se trataba del nacionalismo español centralista, autoritario y fascista de la derecha antirrepublicana, constituida, junto con la Iglesia católica, en el principal apoyo «civil» de la sublevación. Así los «nacionales» proclaman que «luchan por la salvación de la Patria, a la vez que por la causa de la civilización», que el Nuevo Estado que están construyendo cuenta «con la asistencia fervorosa de la Nación» y que lo que están poniendo en marcha es «la revolución nacional y el engrandecimiento de España».

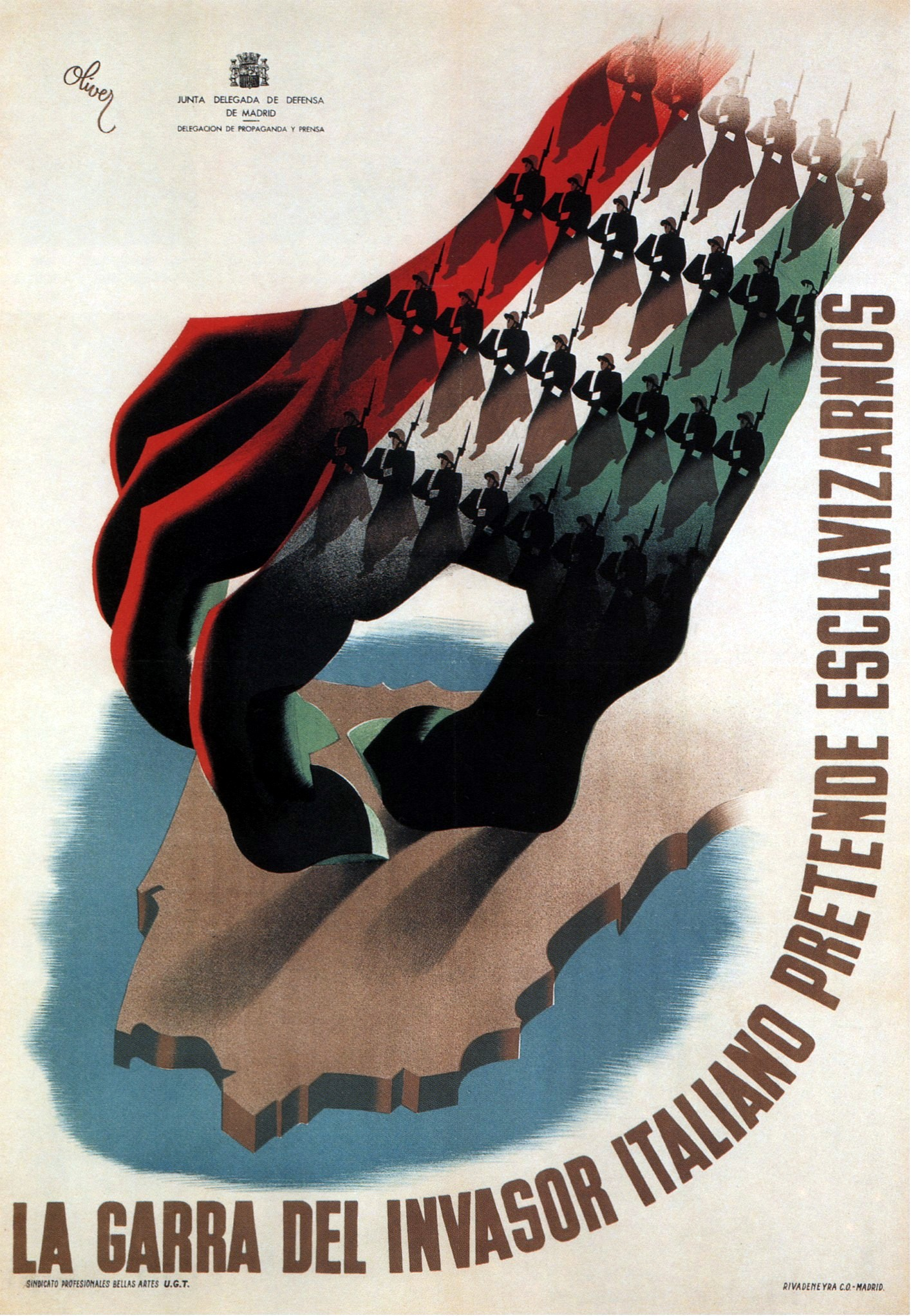
Cartel de propaganda del bando republicano en el que se presenta la guerra como una lucha contra el invasor extranjero, en este caso el «invasor italiano».

Pero no solo el bando sublevado recurrió al nacionalismo español para defender su causa sino que también lo hizo el bando republicano. Así, no solo ambos bandos recurrieron a los estereotipos, imágenes y lemas nacionalistas españoles elaborados por la historiografía del siglo XIX sino que también se presentaron como defensores de España contra el invasor ―en el bando rebelde era el comunismo internacional, la masonería y el judaísmo; en el bando republicano, el fascismo y el nazismo sostenidos por los moros―. De esta forma se negaba la condición de español al oponente y se defendía que solo el bando propio representaba a la nación española ―el proletariado y el pueblo para los leales; los buenos españoles que se enfrentaban a la anti-España, para los rebeldes―.
Al presentar sus respectivas causas como una lucha contra el invasor extranjero, ambos bandos recurrieron a la Guerra de la Independencia Española de 1808-1814 contra Napoleón como referente histórico. Así Mundo Obrero, el órgano de prensa del PCE, escribía en 1937: «el genio heroico de Daoíz y Velarde, del teniente Ruiz, de Malasaña, encarna en los soldados de las trincheras». Por su parte el general Franco solía aludir con frecuencia en sus discursos a «nuestra otra guerra de Independencia», negando así que la contienda fuera una guerra civil. Los republicanos recurrieron también a episodios anteriores, como la lucha de las Comunidades de Castilla o la de los celtíberos frente a Roma en Numancia. Federica Montseny, ministra anarquista, comparó a los milicianos con los pastores de Viriato, y a éste con el líder miliciano anarquista fallecido Buenaventura Durruti, queriendo resaltar así el «carácter indómito» de la «raza»-
En el bando republicano, las fuerzas obreras y en especial los comunistas, utilizaron profusamente el nacionalismo español en su propaganda de guerra. «Todos ellos incidían en la idea de que el pueblo español, auténtico depositario de las virtudes de la nación frente a una minoría de capitalistas, terratenientes, sacerdotes y militares traidores a la patria, se levantaba contra un invasor extranjero (italianos, alemanes y ‘’moros’’) al igual que había sucedido en 1808», afirma Núñez Seixas.
En el bando sublevado el nacionalismo español fue un componente esencial de la propaganda de guerra y sirvió para justificar la sublevación alegando que España había estado en peligro de caer en manos del comunismo, instrumento de la conspiración judeo-masónica. Pero el nacionalismo español, defendido principalmente por los falangistas, no fue el único componente de la propaganda sublevada pues el catolicismo fue otro elemento fundamental de la misma, produciéndose por ello una pugna entre falangistas y católicos por el control de la propaganda y de la educación en el ‘’Nuevo Estado’’. «Para los falangistas, el concepto misional de nación heredado de José Antonio Primo de Rivera ocupaba un lugar central. La nación era un proyecto común que aspiraba a ser imperial. En él, la religión constituía un elemento de españolidad por mor de su historia, y por lo tanto consustancial, pero no previo, a la misma. Esto no era necesariamente así para los tratadistas católicos como José Pemartín o José María Pemán. Dios precedía a la nación, y esta entidad nunca se podía situar en un plano jerárquico superior a la divinidad».
Por otro lado el nacionalismo español de los sublevados estuvo fuertemente impregnado de valores militaristas con constantes apelaciones a la obediencia, disciplina, sacrificio y generosidad, que no solo debían guiar a los combatientes en el frente sino también a la retaguardia. La idea de imperio, de raíz falangista, también desempeñó un papel relevante especialmente en la retórica propagandística.
Los sublevados concebían la nación española como un todo etnoculturalmente homogéneo que identificaban con Castilla, y sus valores, lengua y cultura. En este sentido la guerra para los sublevados era también un combate contra los «separatismos» ―los Estatutos de Autonomía aprobados por la República fueron derogados― y algún propagandista llegó a calificarla de reconquista de España a manos de Castilla.
Así, los nacionalismos periféricos fueron proclamados por los sublevados como uno de los «enemigos de España» ―se tenía presente la frase del «protomártir de la Cruzada» José Calvo Sotelo: «Prefiero una España roja a una España rota»― por lo que conforme fueron ocupando el territorio español desataron una durísima represión contra los nacionalismos catalán, vasco y gallego. «Las ejecuciones de Lluís Companys, Blas Infante, Alexandre Bóveda y tantos otros se acompañan con el encarcelamiento de los menos significados, la liquidación de partidos y asociaciones y la prohibición del uso público de las lenguas no castellanas».
En conclusión, la victoria de los sublevados en la guerra civil supuso el triunfo del nacionalismo español, en su vertiente «parafascista», sobre los nacionalismos alternativos. «Un triunfo que sería muy duradero. Pero no irreversible».

## El franquismo (1939-1975)

Bandera franquista. El nacionalismo español autoritario y centralista constituyó una de las bases de la Dictadura de Franco.

Como han señalado José Luis de la Granja, Justo Beramendi y Pere Anguera, «el nacionalismo español organicista y centralista fue elemento central de todas las ideologías que convergen en el régimen e inspirador de la acción política y del diseño institucional». En la Ley de Principios del Movimiento Nacional de 1958 se declara «intangible» la «unidad entre los hombres y las tierras de España» y en la Ley Orgánica del Estado de 1967, al definir el «Estado nacional», se establece que «la soberanía nacional es una e indivisible, sin que sea susceptible de delegación ni de cesión».

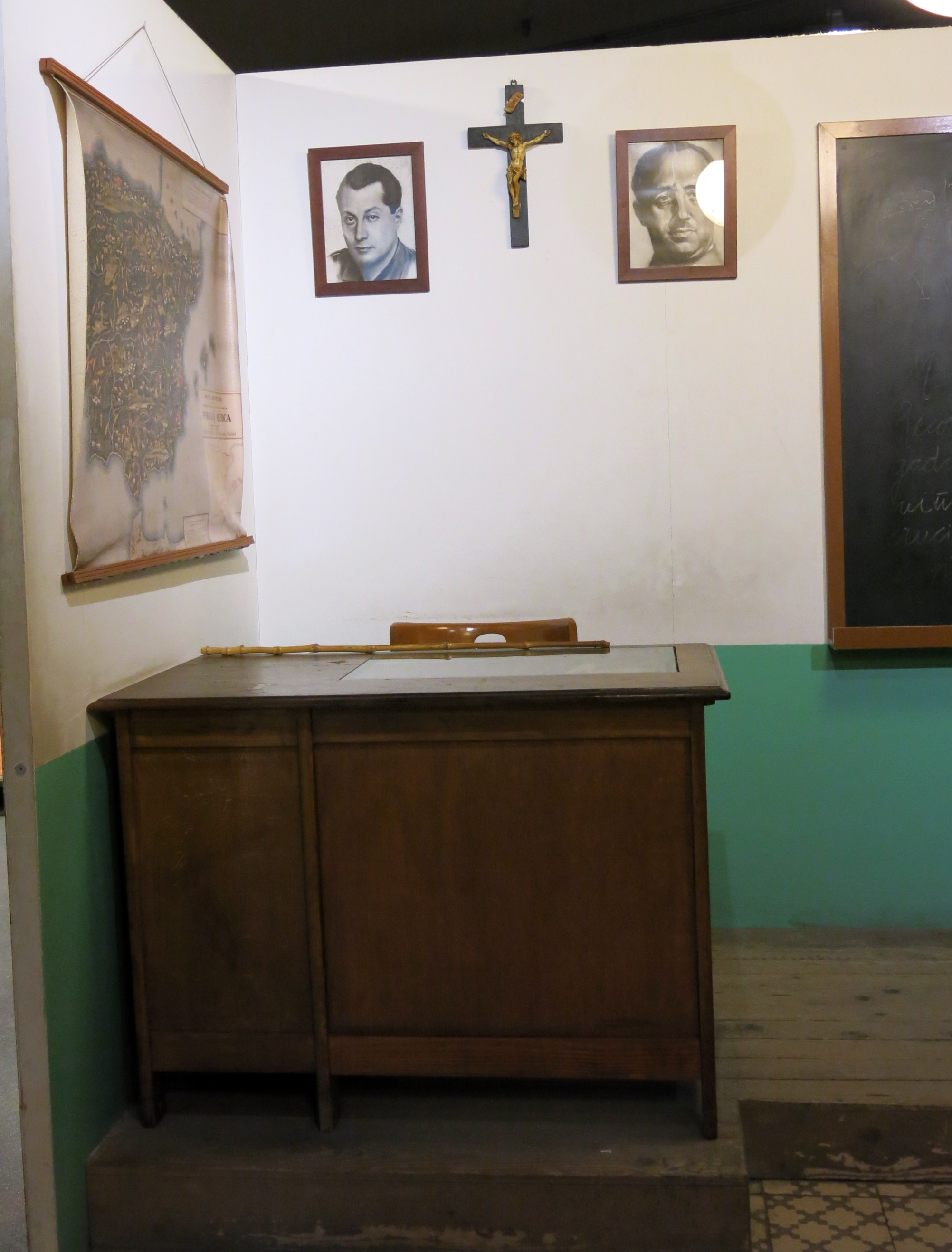
Reproducción de un aula típica de una escuela durante el franquismo, presidida por un crucifijo y los retratos de Franco (a su derecha) y de José Antonio Primo de Rivera (a su izquierda). (Museu d'Història de Catalunya). El régimen franquista desarrolló una política de «renacionalización autoritaria» con el fin de lograr la uniformización cultural e ideológica del país.

La base del nacionalismo español del franquismo fue «el nacionalismo católico-tradicionalista de raíz menéndezpelayista, a través de la elaboración de Acción Española y de teóricos como el carlista Víctor Pradera» unido a «la retórica imperial falangista, el mito de la Hispanidad y el autoritarismo que había anidado en el Ejército, y que se reflejó en las ideas, simples pero firmes, del propio Franco: nacionalismo autoritario, católico y corporativista, cuyos enemigos interiores eran la masonería, el liberalismo, el comunismo y el separatismo».
Partiendo de esta concepción del nacionalismo español el régimen franquista desarrolló una política que ha sido calificada como de «renacionalización autoritaria» con el fin de lograr la uniformización cultural e ideológica del país. Uno de sus instrumentos principales fue la imposición del castellano ―única lengua oficial en la enseñanza y en la Administración en todos sus niveles― en todos los territorios que tenían lengua propia ―en una fecha tan avanzada como 1963 el ministro de Información y Turismo Manuel Fraga Iribarne todavía advertía que «la unidad de la patria… no puede verse amenazada por el cultivo del idioma vernáculo»―. Otro fue la difusión de la visión nacional-católica de la Historia de España a través de la escuela y los medios de comunicación. Un tercero fueron la celebración de determinadas efemérides (como la del «18 de julio») y la erección de lugares de memoria como los monumentos a «los caídos por Dios y por España».
La política renacionalizadora española tuvo un éxito relativo en los territorios donde existía un nacionalismo periférico anterior a la guerra pues, como ha señalado Núñez Seixas, «el mensaje nacionalista español promovido por el franquismo fue incapaz de erradicar el apoyo social a los nacionalismos periféricos, que subsistieron en estado latente, refugiados en las familias y las redes sociales informales». Este hecho lo acabó reconociendo, aunque muy tardíamente, una parte de la élite franquista como lo probaría el hecho de que en junio de 1974 los delegados provinciales del Ministerio de Educación y Ciencia del País Vasco, Navarra, Cataluña y Galicia solicitaran conjuntamente que el Estado regulara la «permanencia y enriquecimiento» de sus culturas regionales y se facilitase a los «nativo-parlantes» el «cultivo de su lengua», justificándolo en que en cada uno de esos territorios se había asistido al «despertar de una nueva conciencia de la lengua propia».
Además de no conseguir el objetivo de hacer desaparecer completamente las identidades «nacionales» diferentes a la española, la política «renacionalizadora» franquista, que sirvió para justificar la propia Dictadura y sus actos, provocó el efecto contrario al deseado a medio y largo plazo entre los sectores de la población «desafectos» al régimen: la deslegitimación social del nacionalismo español al identificar todo nacionalismo español con franquismo. Esto fue especialmente evidente entre la clandestina oposición antifranquista, que alejándose del nacionalismo español asumió muchos de los postulados y de las reivindicaciones de los nacionalismos subestatales. Así, por ejemplo, el PSOE en el Congreso de Suresnes de 1974 aprobó el reconocimiento del «derecho de autodeterminación» de todas las «nacionalidades ibéricas». Lo mismo hizo el Partido Comunista de España al año siguiente cuando reconoció en su Manifiesto-Programa el «inalienable derecho de los pueblos a decidir libremente sus destinos», «el carácter multinacional del Estado español» y «el derecho de autodeterminación para Cataluña, Euskadi y Galicia, garantizando el uso efectivo de ese derecho por los pueblos».

## La Transición y la consolidación democrática (1975-2018)
Una característica del nacionalismo español tras el final del franquismo es que prácticamente ninguna de las fuerzas política democráticas de ámbito estatal aceptaron ser calificadas de nacionalistas españolas, aunque este hecho no constituye una excepción pues es bastante común en los nacionalismos de Estado recurrir a la etiqueta más neutral y positiva del patriotismo. Esta invisibilidad del nacionalismo español se debe, según Núñez Seixas, a tres razones fundamentales. La primera es la deslegitimación del nacionalismo español por parte del franquismo. La segunda, la visión positiva que adquirieron los nacionalismos periféricos entre las fuerzas de la oposición antifranquista. La tercera, la ausencia de «un consenso antifascista que actuase de mito relegitimador, cuando no refundador, de la nueva comunidad democrática», como se produjo en otros países europeos tras el final de la Segunda Guerra Mundial ―después de 1975 no hubo una memoria común sobre lo que había sido la guerra civil y la dictadura franquista―, y lo que ha impedido que se formara un verdadero «patriotismo constitucional» español que partiese de la crítica y la superación del pasado dictatorial reciente.
Así pues, el nacionalismo español en la transición democrática se enfrentó a un cuádruple desafío: «recomponer su legitimidad histórica»; «aceptar la realidad etnocultural»; «contrarrestar el permanente desafío de los nacionalismo subestatales; y «hacer todo ello compatible con el impacto de la incorporación al proceso de unidad europea».
El resultado final fue una profunda mutación del nacionalismo español en su conjunto. «Ha pasado de negarse a reconocer las consecuencias políticas de la pluralidad identitaria del país y de identificarse con un Estado centralista a asumir mejor o peor esas pluralidad e identificarse con un Estado descentralizado, sea autonómico, sea federal. (…) Eso no es óbice para que se enfrente a los nacionalismos subestatales cuando éstos intentan traspasar los límites descentralizadores marcados por la actual Constitución». Sin embargo, la resolución del «problema nacional» que se inició a principios del siglo XX sigue pendiente.
Por otro lado, como ha destacado Núñez Seixas, «mientras que se trata de una realidad evidente para sus detractores, quienes a su vez no acostumbran a tener inconveniente para definirse como patriotas o nacionalistas de otro referente (catalán, gallego, vasco, etcétera), para muchos de sus defensores, y como todos los nacionalismos de Estado, sería inexistente, o bien se confundiría con la lealtad constitucional a un Estado constituido y a su ley fundamental: un patriotismo cívico y virtuoso».

### El nacionalismo español y el «Estado de las autonomías»

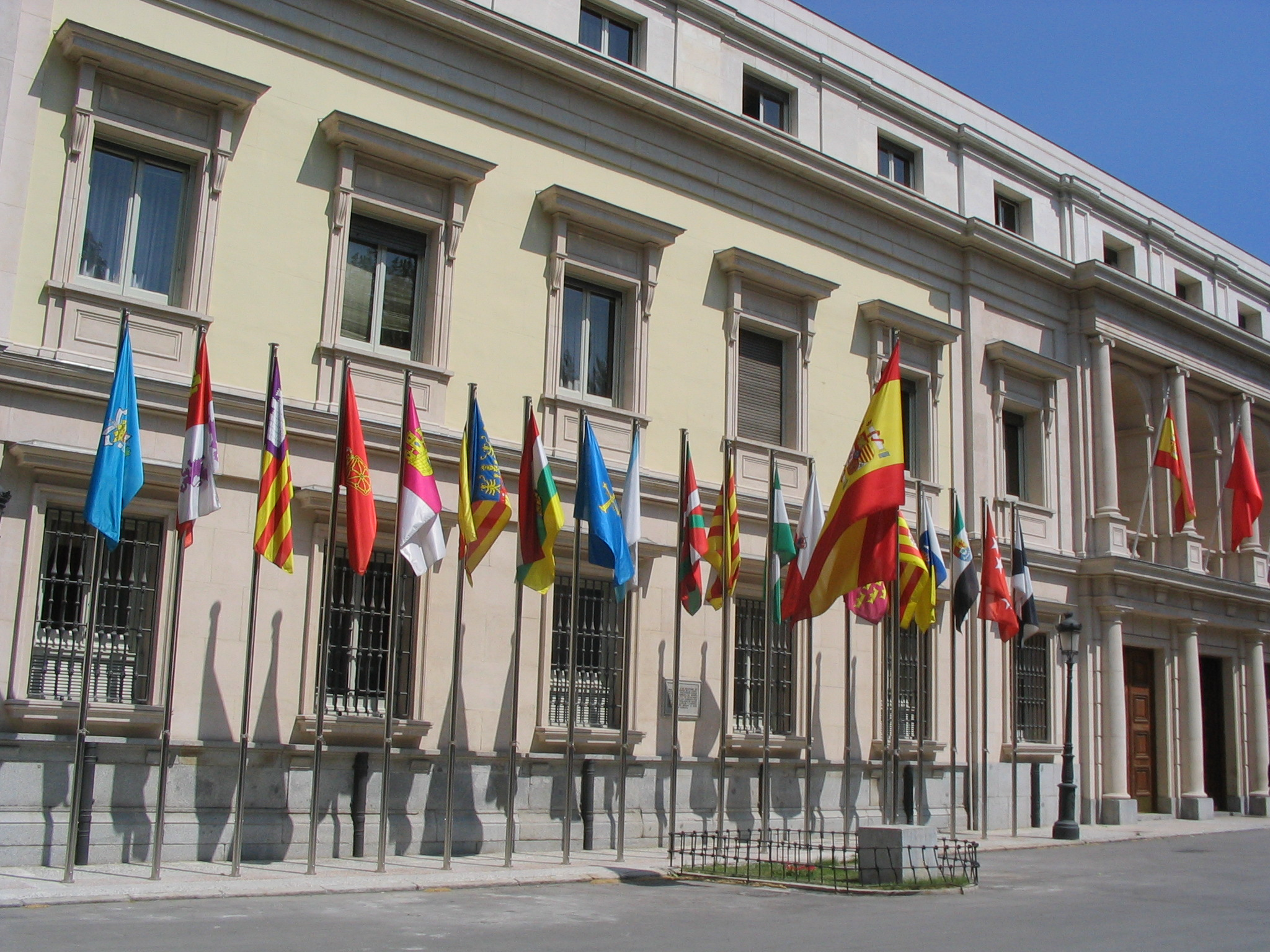
Bandera de España y banderas de las 17 comunidades autónomas y las dos ciudades autónomas en la fachada del edificio del Senado en Madrid. El Estado de las autonomías no ha alcanzado su objetivo principal: que los diversos nacionalismos existentes en España se pusieran de acuerdo sobre el tipo de Estado aceptable para todos.

En la transición se acabó adoptando con algunas variantes el modelo territorial híbrido ―ni centralista, ni federalista― del Estado integral de la Segunda República Española. Una de las claves para alcanzar este acuerdo fue que los partidos de izquierda moderaron su postura sobre la cuestión del «derecho de autodeterminación» que habían defendido en el tardofranquismo. Así el PSOE en su XXVII Congreso de 1976, celebrado ya dentro de España, mantuvo como objetivo la «instauración de una República Federal integrada por todos los pueblos del Estado español», pero cambió el «derecho de autodeterminación» de las «nacionalidades ibéricas» aprobado en el Congreso de Suresnes por la promesa de asumir «plenamente las reivindicaciones autonómicas, considerándolas indispensables para la liberación del pueblo trabajador». Por otro lado hubo que vencer la resistencia del «franquismo sociológico» representado por Alianza Popular que se presentaba como un firme defensor de «la unidad de la patria», y que solo estaba dispuesto a llevar a cabo una descentralización administrativa.
El nuevo modelo de organización territorial quedó plasmado en la Constitución de 1978. En ella se instituyó que la «nación española», un término que no aparecía en la Constitución republicana de 1931, era la que «en uso de su soberanía» establecía el nuevo sistema democrático. En el artículo 1.2. se decía que la «soberanía nacional» residía «en el pueblo español, del que emanan todos los poderes del Estado». Era el artículo 2 el que introducía el nuevo modelo territorial ―no sin antes proclamar que «la Constitución se fundamenta en la indisoluble unidad de la Nación española, patria común e indivisible de todos los españoles»― cuando afirmaba que la Constitución «reconoce y garantiza el derecho a la autonomía de las nacionalidades y regiones», un término el de «nacionalidad» que nunca se había usado en la historia del constitucionalismo español y cuyo significado concreto no fue especificado en ninguno de los artículos siguientes.
El modelo territorial fue desarrollado en el Título VIII, «De la organización territorial del Estado» y presentaba dos importantes diferencias respecto al Estado integral de la Segunda República. La primera era que se preveía que todos territorios podían acceder a la autonomía para lo que se establecieron unos requisitos mucho menos exigentes, sobre todo en cuanto al porcentaje de población que se demandaba para iniciar y culminar el proceso. La segunda era que había dos tipos de autonomía muy diferentes entre sí en cuanto a su nivel de autogobierno y a la mayor o menor dificultad de acceder a él: la «ordinaria» del artículo 143 y la autonomía ampliada fijada en el artículo 151 y que era dirigida específicamente a «aquellos territorios que en el pasado hubiesen plebiscitado afirmativamente proyectos de Estatuto de autonomía», es decir, Cataluña, el País Vasco y Galicia. Así entre diciembre de 1979 y febrero de 1983 las Cortes Generales fueron aprobando los estatutos de autonomía de las 17 comunidades autónomas que se acabaron constituyendo ―solo Andalucía logró unirse a Cataluña, País Vasco y Galicia en la consecución de la autonomía de la «vía rápida» del artículo 151―.
Sin embargo, el «Estado de las autonomías» que se acabó constituyendo al igualarse progresivamente las competencias y la arquitectura institucional de las comunidades de la «vía lenta» del 143 y de la «vía rápida» del 151, no alcanzó su objetivo principal: que los diversos nacionalismos existentes en España se pusieran de acuerdo sobre el tipo de Estado aceptable para todos. Los nacionalismos subestatales no se sintieron satisfechos con la solución autonómica, ni con el «café para todos» ―la generalización de las autonomías― que finalmente se adoptó y continuaron reivindicando un modelo confederal e incluso la independencia.

### La diversidad del nacionalismo español

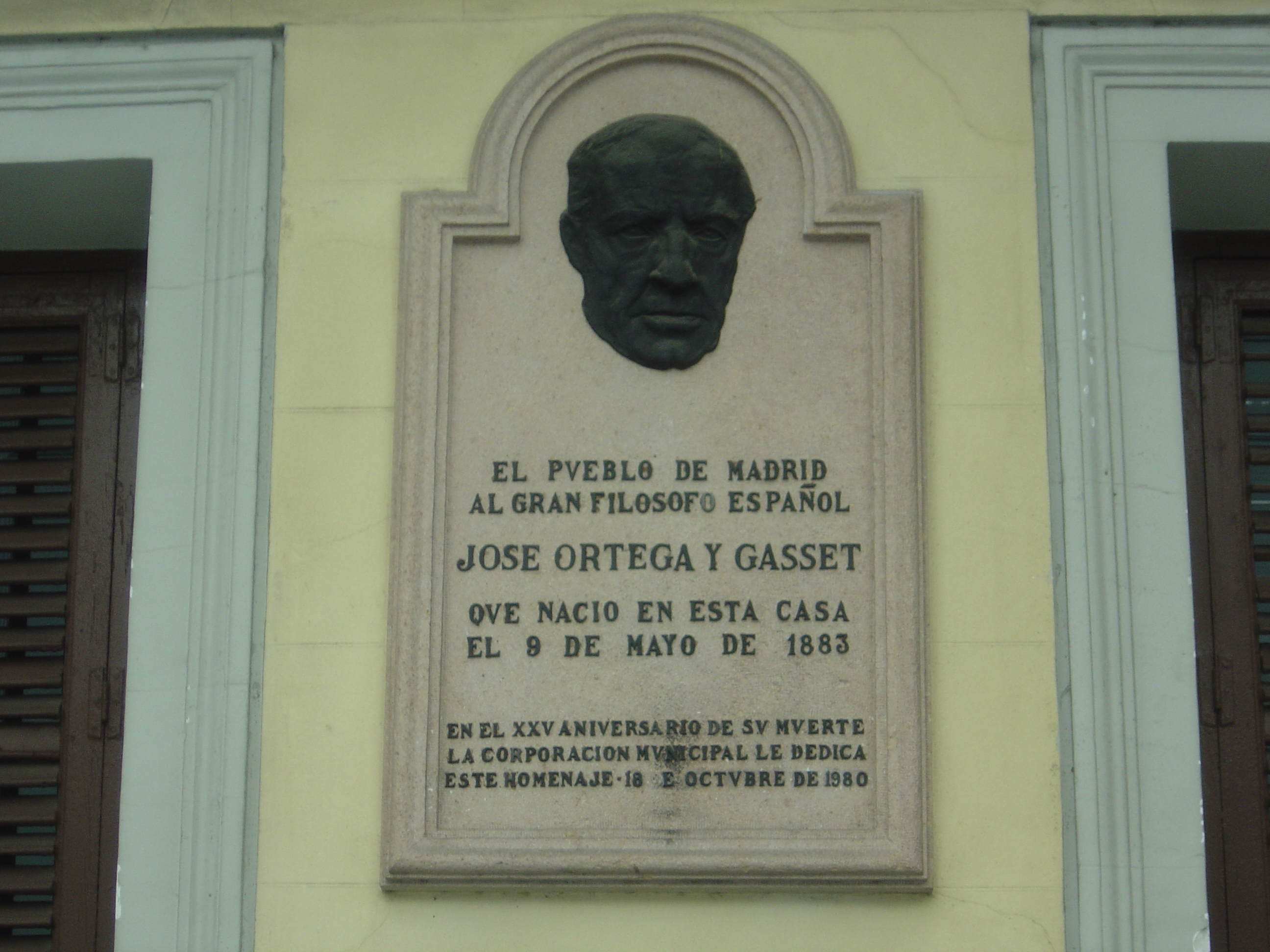
Placa conmemorativa del lugar de nacimiento de José Ortega y Gasset en Madrid (1980). Como fundamento doctrinal el nacionalismo español ha recurrido sobre todo a la idea del «proyecto común» de Ortega y Gasset y a su determinismo histórico al concebir España como un producto de la Historia, heredado e incuestionable.

El nacionalismo español desarrollado a partir de la transición presenta una gran variedad interna al combinar con mayor o menor peso elementos etnoculturales y elementos cívicos. En este sentido, según Núñez Seixas, el nacionalismo español «constituye desde 1975 y hasta la actualidad una realidad discursiva y cultural de márgenes difusos y contenidos diversos». Sin embargo, tanto las fuerzas democráticas de derechas como las de izquierdas de ámbito estatal comparten la idea de que España es una nación ―cuya soberanía es inalienable e indivisible tal como establece la Constitución de 1978― que ha sido forjada objetivamente por la Historia desde al menos la Edad Moderna, aunque en su seno existe una pluralidad etnocultural, institucional y jurídica.
Por otro lado, los retos planteados por los nacionalismos subestatales han hecho que el nacionalismo español haya recuperado los viejos debates de la Generación del 98 y del exilio republicano sobre si existe o no un problema o una anomalía española. Y como fundamento doctrinal ha recurrido sobre todo, aunque no siempre de manera explícita, a la idea del «proyecto común» de José Ortega y Gasset y a su determinismo histórico al concebir España como un producto de la Historia, heredado e incuestionable. Una versión radical de esta concepción sería la idea de que la nación española, en palabras de Santiago Abascal, futuro líder de Vox, y de Gustavo Bueno Sánchez expresadas en 2008, «no sólo designa al pueblo que vive en ella, sino también a los muertos que la constituyeron y la mantuvieron, y a los hijos que todavía no han empezado a vivir (o incluso a los que ya han nacido pero aún no tienen derecho a voto), pero que ya están, sin embargo, contemplados en los planes presentes dirigidos al mantenimiento de la Nación», por lo que «el Pueblo no puede decidir, y menos aún una parte suya, sobre la Nación española».
En el discurso del nacionalismo español posterior a 1975 se pueden distinguir dos grandes tendencias: derecha e izquierda. En la actualidad, según Núñez Seixas, en el conjunto de España se registra «un cierto “empate” entre los ciudadanos que profesan un concepto liberal de la nación española, y los que muestran su cercanía a un concepto tradicional y de ribetes católicos».

#### El nacionalismo español de derechas
En el nacionalismo español de derechas se pueden diferenciar, a su vez, dos tendencias: una minoritaria que sigue defendiendo los postulados del nacionalismo español del franquismo, especialmente en su vertiente del nacionalcatolicismo ―y que se habría impuesto si hubiera triunfado el golpe de Estado del 23-F de 1981, pero que a partir de entonces se convirtió en marginal―; y una segunda mayoritaria defendida por la derecha democrática ―también llamada liberal-democrática― que ha realizado un proceso de readaptación a las nuevas realidades sociales y políticas, en especial a la nueva organización territorial establecida en la Constitución de 1978 y conocida como Estado de las autonomías. De esta forma el nacionalismo español «pasa de una naturaleza básicamente excluyente (cuya traducción política sería el centralismo) a otra básicamente dualista (autonomista o federalizante)». Un proceso que se ha visto fortalecido por el integración de España en Europa.

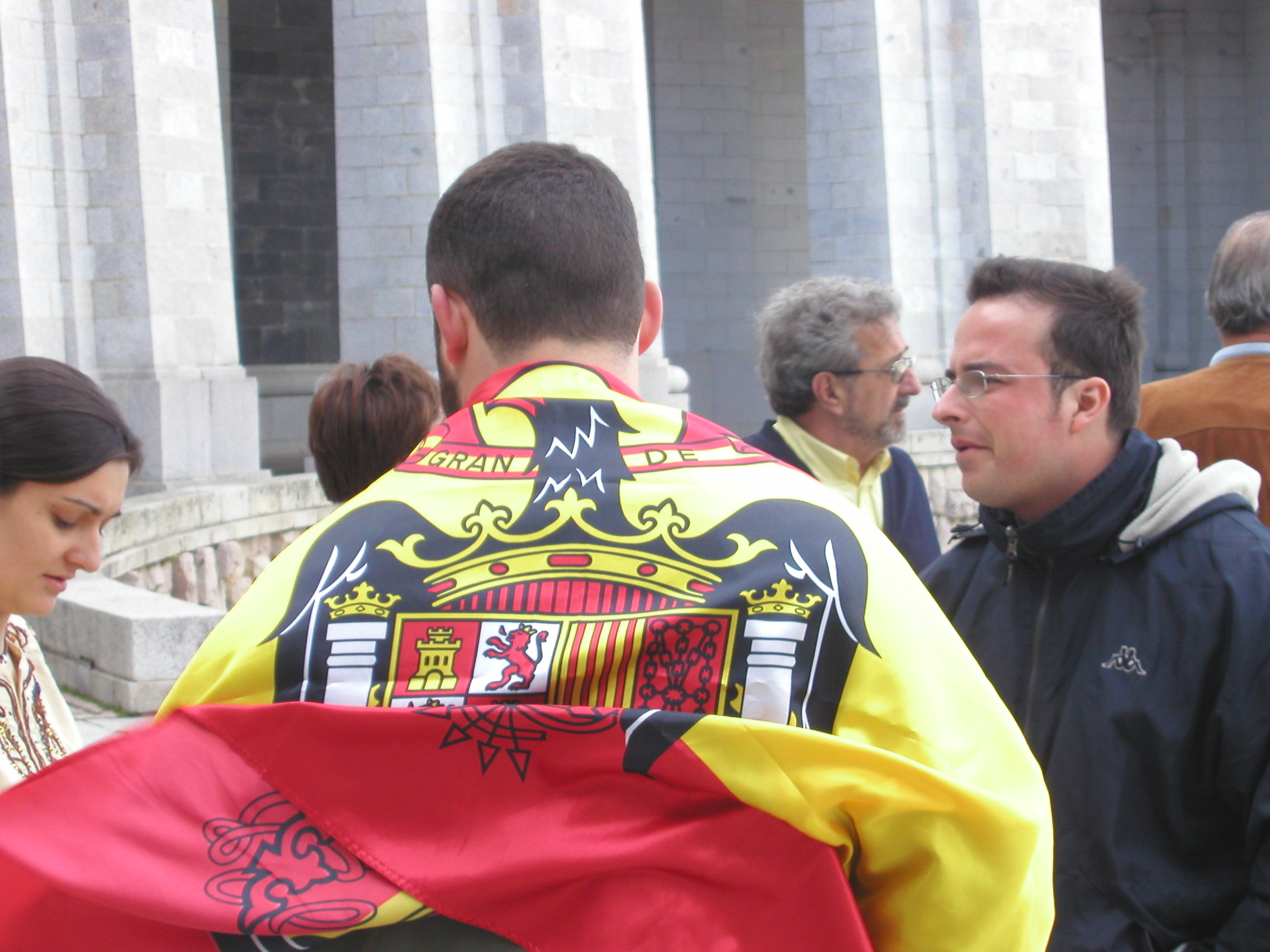
Visitante del Valle de los Caídos portando una bandera franquista. La tendencia minoritaria del nacionalismo español de derechas defiende los postulados del nacionalismo español del franquismo.

Entre los primeros se incluyen la extinta Fuerza Nueva y las diversas ramas falangistas herederas del partido único franquista Falange Española Tradicionalista y de las JONS. También hubo grupos como CEDADE abiertamente neonazis que reclamaban la herencia doctrinal de Ramiro Ledesma. Sus elementos comunes principales serían la nostalgia de la dictadura franquista y la radical oposición a los nacionalismos subestatales («antiseparatismo») que incluye el rechazo al Estado de las Autonomías establecido en la Constitución de 1978, y especialmente al término nacionalidades consagrado en la misma. El exministro franquista Gonzalo Fernández de la Mora, y que fue diputado de Alianza Popular en las cortes de 1977, habló en 2003 de que España había entrado desde 1975 en un proceso de «desnacionalización» debido a la influencia de los nacionalismos periféricos, las cesiones de soberanía hechas a la Unión Europea y, desde el año 2000, a la llegada de inmigrantes. Sobre este último punto de los peligros de la inmigración han incidido otros grupos de extrema derecha como Bases Autónomas o Plataforma per Catalunya. También Vox.

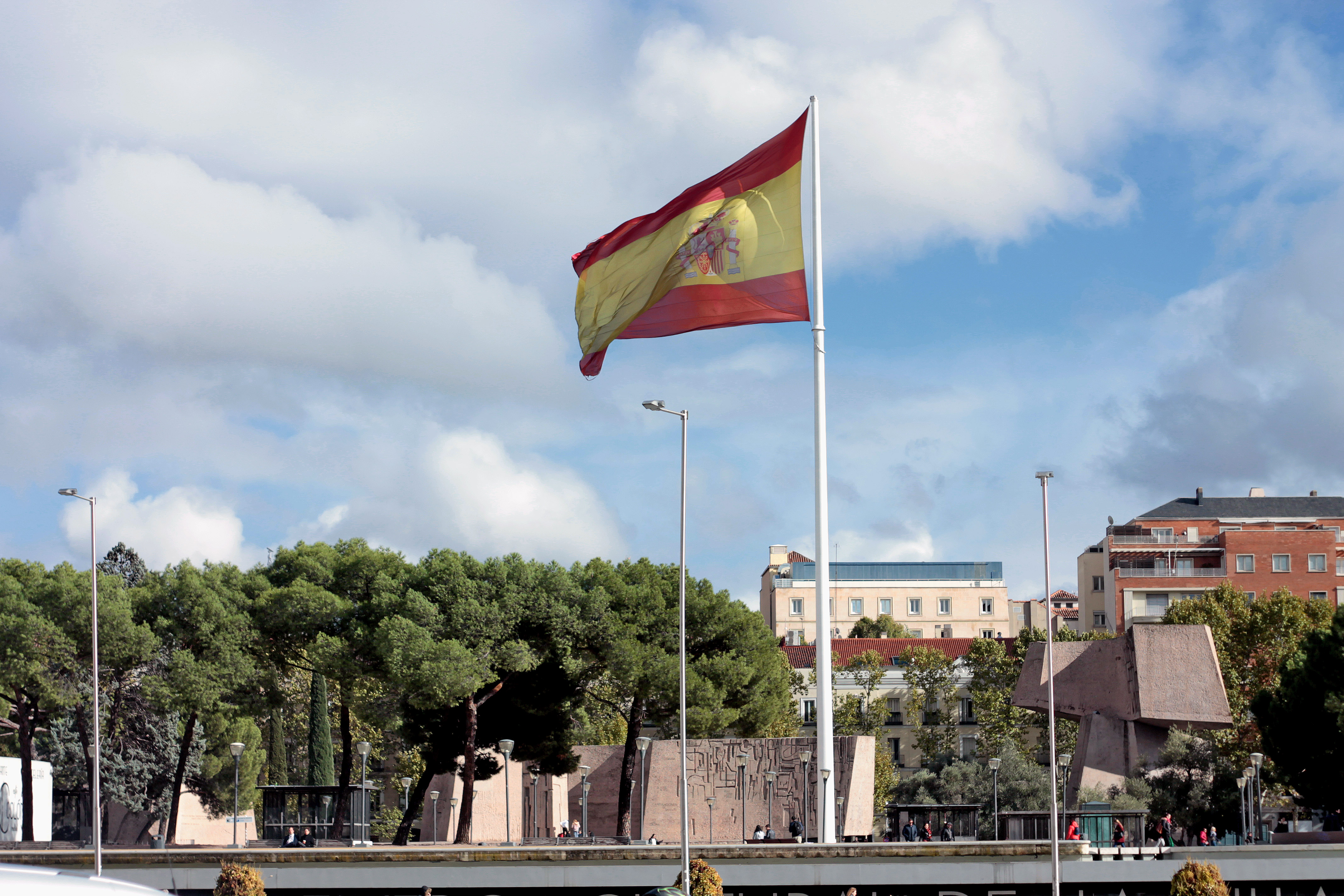
Como parte del programa de renacionalización español de los gobiernos del PP se instaló una gigantesca bandera española en la madrileña plaza de Colón, una iniciativa que fue seguida por numerosos ayuntamientos gobernados por el PP.

El Partido Popular ha sido la fuerza hegemónica de la derecha democrática desde la desaparición de Unión de Centro Democrático, que no desarrolló un discurso nacional homogéneo debido a la heterogeneidad de los grupos políticos que lo integraban, hasta la segunda década del siglo XXI.
Una de las fuentes en la elaboración del discurso nacional de la derecha democrática ha sido la Iglesia católica que se ha posicionado en diversas ocasiones contra los nacionalismos subestatales separatistas. Un ejemplo fue la instrucción pastoral de la Conferencia Episcopal titulada Valoración moral del terrorismo en España, de sus causas y de sus consecuencias que fue hecha pública en diciembre de 2002 y en la que se decía lo siguiente en defensa de la unidad de la nación española:

Poner en peligro la convivencia de los españoles, negando unilateralmente la soberanía de España, sin valorar las graves consecuencias que esta negación podría acarrear, no sería prudente ni moralmente aceptable. Pretender unilateralmente alterar este ordenamiento jurídico en función de una determinada voluntad de poder local o de cualquier otro tipo, es inadmisible. Es necesario respetar y tutelar el bien común de una sociedad pluricentenaria.

Tres años después, el cardenal Antonio Cañizares declaraba que «la unidad de España es un bien moral». En noviembre de 2006 otra instrucción pastoral titulada Orientaciones morales ante la situación actual de España hablaba de la «antigua unidad espiritual y cultural de todos los pueblos de España» que se había iniciado con la romanización y la cristianización.

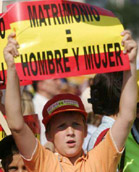
Un manifestante contrario al reconocimiento del matrimonio homosexual muestra una pancarta con la bandera española de fondo. El PP y sus simpatizantes utilizaron profusamente la bandera bicolor en las manifestaciones y actos públicos contra las políticas de los gobiernos socialistas de Rodríguez Zapatero (2004-2011).

Núñez Seixas señala tres características principales del nacionalismo español conservador. La primera sería el rechazo a los nacionalismos periféricos ―calificados en muchas ocasiones y sin matices como totalitarios― que incluye especialmente la denuncia de las políticas lingüísticas de persecución del castellano, ya que para el nacionalismo español, no solo el de derechas, la lengua española, considerada la lengua natural de todos los habitantes de España, constituye «el marcador cultural determinante de la identidad nacional española», en palabras de Núñez Seixas. La segunda es la «reescritura» de la historia de España en un sentido teleológico para demostrar que su existencia es incuestionable e incontrovertible ―su ejemplo más extremo lo constituirían los autores revisionistas―. Así lo sostenía, por ejemplo, Gabriel Cisneros Laborda, uno de los padres de la Constitución, cuando afirmó en 2002 que la «vigorosa realidad histórica de la nación española» era indiscutible pues España era una «vieja nación… sedimentada tras tantos siglos». El presidente del PP Mariano Rajoy, entre otros, la calificaba como «la nación más antigua de Europa» con más 500 años de existencia. Otros situaban su nacimiento mucho antes, en la Hispania visigoda e incluso en la Hispania romana. La tercera característica sería el regionalismo entroncado con el Estado de las autonomías. El ejemplo más acabado, junto con la aparición de partidos regionalistas en diferentes territorios, lo podría constituir el regionalismo «sano» desarrollado por el PP en Galicia durante los largos años en que ha gobernado esta comunidad autónoma. Una variante del regionalismo sería el muy minoritario nacionalismo neoforalista cuyo máximo exponente sería el jurista Miguel Herrero Rodríguez de Miñón, que propone la ampliación a los territorios con identidades nacionales propias, como Cataluña, de la disposición adicional primera de la Constitución en la que se reconocen los derechos históricos vascos. Pero su propuesta no ha encontrado ningún eco.

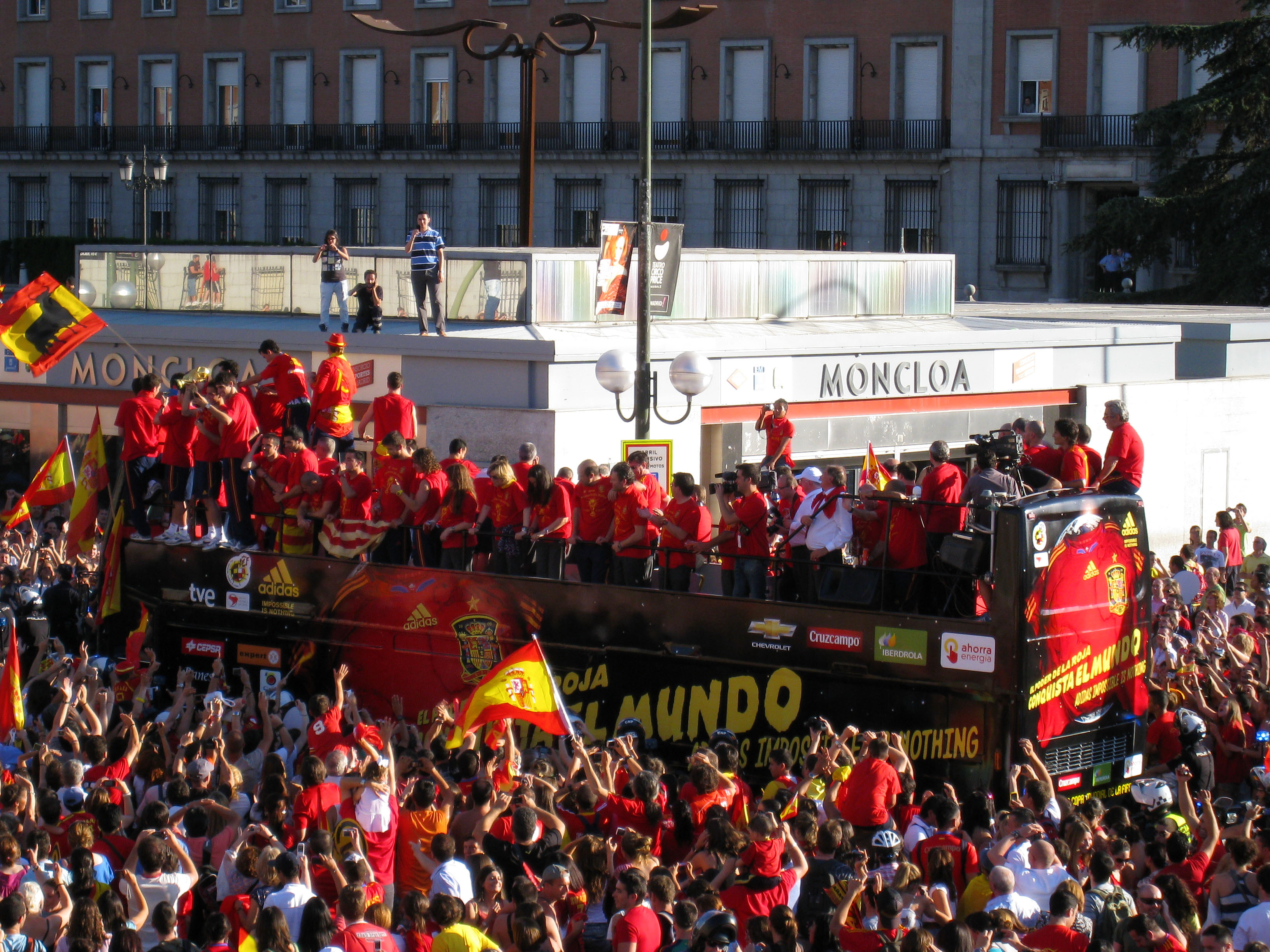
Celebración por las calles de Madrid de la victoria de la selección española de fútbol en el Copa del Mundo de 2010. El uso de la bandera de España constitucional se extendió en el y dejó de ser exclusiva de la derecha y la ultraderecha con motivo de los éxitos del deporte español, singularmente el fútbol.

Cuando el PP alcanzó el poder en 1996 puso en marcha un programa de renacionalización, uno de cuyos ejes fue reforzar los símbolos y fiestas nacionales. Así en seguida se reguló la preeminencia del himno español, la Marcha Real, sobre los himnos autonómicos, así como la obligatoriedad de su ejecución en los actos presididos por el rey o por el presidente del Gobierno. Poco después se instalaba una gigantesca bandera española en la madrileña plaza de Colón, una iniciativa que fue seguida por numerosos ayuntamientos gobernados por el PP. Como respuesta se produjo una resurrección del uso de la bandera republicana tricolor ―aunque en los años 1980 y 1990 no había desaparecido del todo― durante el segundo mandato de José María Aznar (2000-2004) siendo enarbolada por los grupos de izquierda tanto políticos como sindicales en las protestas y manifestaciones que se produjeron en esos años. A su vez el PP utilizó profusamente la bandera bicolor en las manifestaciones y actos públicos contra las políticas de los gobiernos socialistas de Rodríguez Zapatero (2004-2011). De esta forma, como ha resaltado Núñez Seixas, durante la primera década del siglo XXI, «las banderas nacionales españolas, de uno y otro signo, volvieron a ser armas políticas alzadas por los partidos mayoritarios, algo que no ocurría desde finales de los años setenta». Esta dicotomía en el uso de las banderas por parte de las izquierdas y de las derechas continuó en la década siguiente especialmente tras la irrupción en 2014 del nuevo partido político Podemos, defensor de la República. Sin embargo el uso de la bandera constitucional se extendió y dejó de ser exclusiva de la derecha y la ultraderecha también por esos mismos años con motivo de los éxitos del deporte español, singularmente el fútbol.

#### El nacionalismo español de izquierdas
El PSOE durante sus periodos de gobierno (1982-1996; 2004-2011; 2018-?) ha intentado desarrollar, según Núñez Seixas, «una forma de discurso "patriótico" español que, evitando a toda costa la etiqueta de nacionalista, se oriente hacia la reactualización del legado reformista, republicano y democrático de la Historia reciente de España y sus propuestas para la articulación de una nación democrática». El líder socialista Felipe González nada más acceder al poder a finales de 1982 declaró: «creo necesario recuperar el sentimiento nacional español».

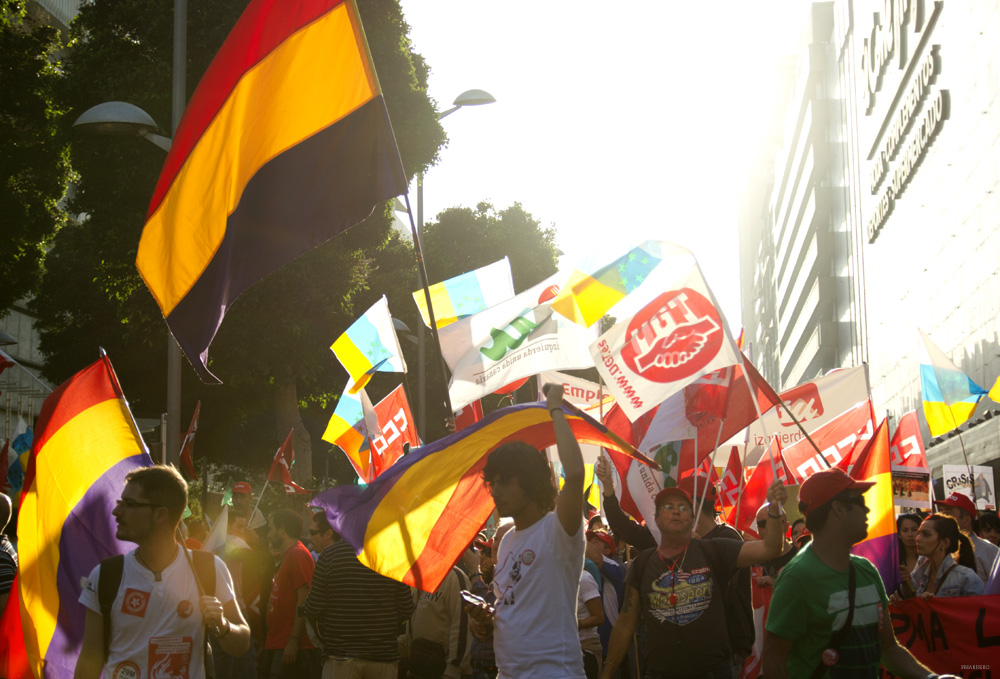
Manifestación contra la reforma laboral del gobierno de Mariano Rajoy de 2012 con profusión de banderas republicanas. Como respuesta al programa de "renacionalización" español de los gobiernos del PP se produjo una resurrección del uso de la bandera republicana tricolor por parte de los grupos de izquierda tanto políticos como sindicales.

El PSOE, como también le ocurrió al PCE, abandonó la reivindicación del reconocimiento del derecho de autodeterminación de los «pueblos de España» que había defendido en los años 1960 y 1970 para pasar a propugnar una fórmula de Estado federal. En este cambio tuvo un papel destacado la asunción de la tesis del socialista exiliado Anselmo Carretero de que España era una «nación de naciones», idea que sería defendida por los representantes socialistas (Gregorio Peces Barba y Eduardo Martín Toval) en la comisión que elaboró el anteproyecto de Constitución. Según reconoció el propio Peces Barba años después de aprobada la Constitución la distinción que se hace en ella entre «nacionalidades» y «regiones» estaba inspirada en la idea de la «nación de naciones». Los socialistas fueron asumiendo, especialmente tras el golpe de Estado del 23-F de 1981, que España era la nación y que las «nacionalidades» estaban desprovistas de soberanía y de la posibilidad de acceder a ella.
Cuando llegó al poder el PSOE en 1982 propagó un discurso «neopatriótico» que tuvo un impacto limitado y que estaba basado en dos elementos principales: la apelación a la «modernidad» y al europeísmo, y el reconocimiento de la existencia de naciones ‘‘culturales’’ en el seno de la nación ‘’política’’ española (una derivación de la idea de España como «nación de naciones») proponiendo con ello una especie de ‘‘patriotismo de la pluralidad’’, que más tarde se unió a la asunción de la propuesta de Jürgen Habermas del patriotismo constitucional. Sin embargo, como ha destacado Núñez Seixas, «la deslegitimación de toda forma de nacionalismo español aún seguía pesando en el discurso patriótico de la izquierda». Por otro lado los socialistas catalanes del PSC, así como en gran medida los socialistas vascos y gallegos, fueron más lejos al defender, con más o menos énfasis, que España era un Estado multinacional que debía articularse en forma de Estado federal asimétrico, mientras que el conjunto del PSOE se decantaba por un federalismo simétrico producto de la evolución del Estado de las Autonomías y en el que todos los estados federados tendrían los mismos niveles competenciales.

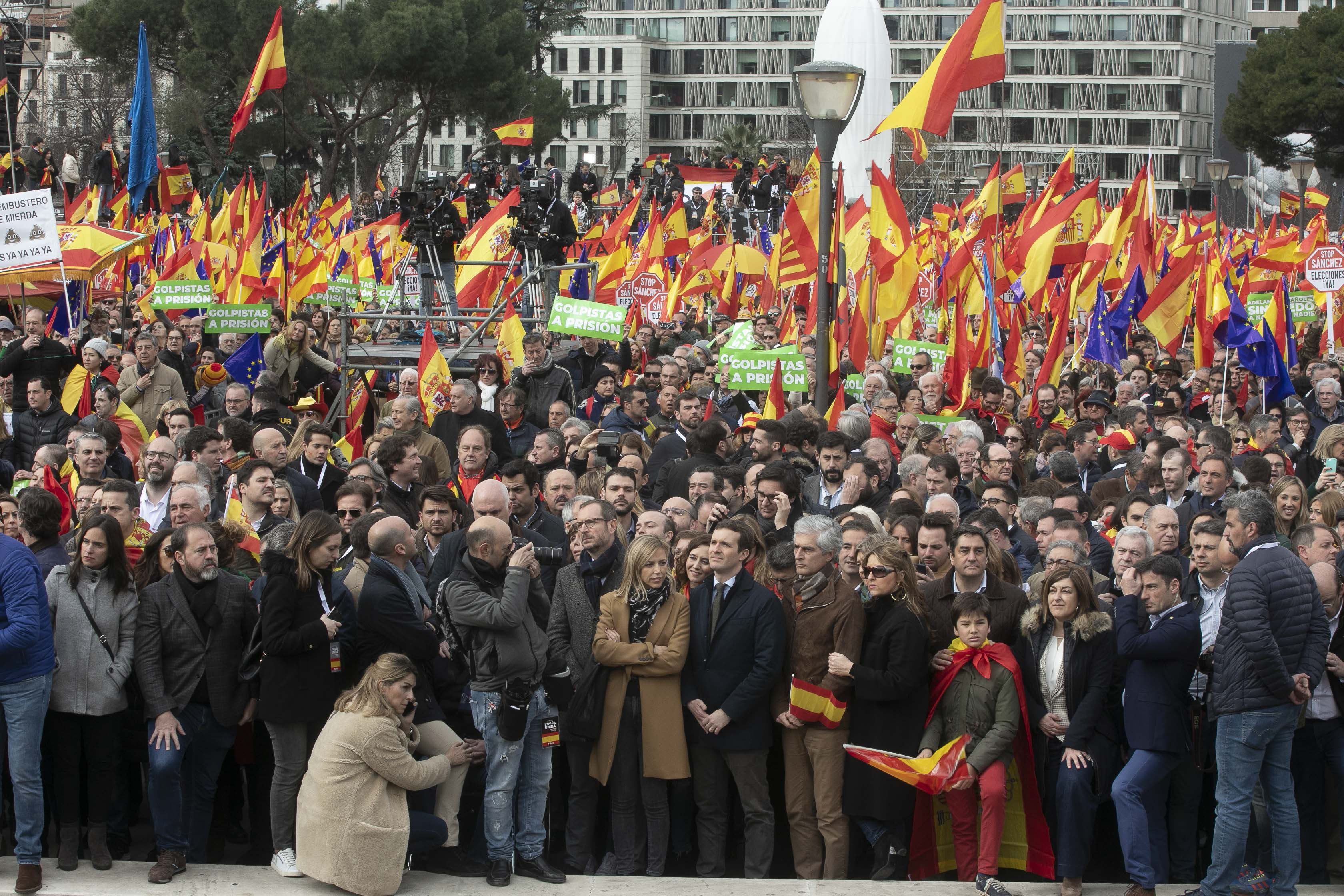
Concentración en la plaza de Colón de Madrid en febrero de 2019 convocada por el PP, Ciudadanos y Vox para protestar contra la política del gobierno socialista de Pedro Sánchez respecto del independentismo catalán (en primera fila el líder del PP Pablo Casado). Inicialmente el gobierno del socialista Pedro Sánchez recuperó el discurso de España como «nación de naciones».

El segundo periodo de gobierno socialista (2004-2011) se caracterizó por el énfasis en lo que el presidente José Luis Rodríguez Zapatero llamó la España plural, «una Nación plural e integradora, orgullosa de su diversidad y su pluralismo lingüístico y cultural». La idea de la España plural estaba inspirada, además de en la idea de España como «nación de naciones» en las propuestas del socialista catalán Pasqual Maragall, que en 2003 se convirtió en presidente de la Generalidad de Cataluña, pero sin aceptar el carácter plurinacional del Estado español que este defendía. Para Rodríguez Zapatero no había ninguna duda de que España era una nación. En la declaración de Santillana del Mar suscrita por los líderes territoriales del PSOE en agosto de 2003 se decía: «la conjugación de la pluralidad con el debido respeto a la singularidad dentro de un marco común, dentro de una realidad histórica y de un proyecto compartido de convivencia en un orden de libertades; eso es España para nosotros». Sin embargo varios políticos socialistas, como Joaquín Leguina, rechazaron la idea de la España plural especialmente tras la polémica suscitada por el debate y aprobación del nuevo Estatuto de Autonomía de Cataluña, por considerar que podía derivar en una estructura confederal del Estado. Lo cierto fue que en el segundo mandato (2008-2011) Rodríguez Zapatero hizo menos énfasis en la España plural y definió a España como una nación «unida y diversa». Así lo afirmó en su discurso de investidura de abril de 2008:

Una España que extrae su riqueza de su diversidad. Es un país unido por su pasado pero, sobre todo, unido por su futuro. En mi idea de España nadie tiene más derechos que otro por nacer en uno u otro lugar, pero tampoco nadie ve amenazada su identidad ni existe una forma única y obligatoria de ser y sentirse español.

En el tercer periodo de gobierno socialista, iniciado en junio de 2018 con el triunfo de la moción de censura encabezada por Pedro Sánchez, se recuperó el discurso de España como «nación de naciones», pero como ya había sucedido en los dos periodos socialistas anteriores siguió sin concebir España como un Estado plurinacional.
A la izquierda del PSOE existen líderes políticos e intelectuales que defienden que España es un «Estado plurinacional» que debería organizarse en forma federal o confederal y que «reconocen» el que llaman «derecho de autodeterminación» de las «naciones» que, según ellos, la integran. Así, de acuerdo con esta postura, España debería basar su existencia no en la historia o la cultura sino en el «libre consentimiento» de los ciudadanos y «pueblos» que la integran.

## El nacionalismo español en la actualidad: el ascenso de Vox
En 2018, antes del ascenso de Vox, Núñez Seixas hacía el siguiente balance sobre el nacionalismo español: «El nacionalismo español dista de haber encontrado una fórmula idónea para afrontar los retos que se le presentan en la segunda década del siglo XXI. Anclado en sus viejos dilemas heredados de la Transición, ha sido también incapaz desde hace varios lustros de dar respuestas teóricas imaginativas. Si algo parece imperar en las principales variantes del discurso patriótico español en la actualidad, es una búsqueda de un futuro en el pasado. Un futuro que, para unos, es el statu quo garantizado por la Constitución de 1978… Para otros, ese futuro se halla en un federalismo nunca concretado de forma explícita, preso de los dilemas entre simetría y asimetría, entre república y monarquía, y entre federalización desde arriba o desde abajo mediante un proceso constituyente».
Con la irrupción de Vox el panorama del nacionalismo español ha cambiado radicalmente ya que Vox defiende un ultranacionalismo español (o «ultra-españolismo»), vinculado, según la politóloga Beatriz Acha, «con el ideario de otras formaciones de ultraderecha española y europea». Vox considera que la unidad nacional española está amenazada por los nacionalismos periféricos y como solución propone acabar con el Estado de las Autonomías y establecer «un Estado fuerte» centralizado («Un solo Gobierno y un Parlamento para toda España») al servicio de las necesidades de la nación española, entendida esta no como el conjunto de los ciudadanos españoles sino de forma «esencialista» al incluir también a las generaciones muertas y a las que aún no han nacido. Así, Vox dice defender la «España viva» que contrapone a la «anti-España» (los «separatistas» y los «comunistas»). Según Carles Ferreira, «el objetivo [de Vox] es alcanzar un Estado monocultural y mononacional» y para ello se propone suprimir «los proyectos nacionales alternativos de las minorías catalana y vasca». Y por eso defiende la ilegalización de los partidos y organizaciones que «persigan la destrucción de la unidad territorial de la Nación y de su soberanía», además de dotar de la «máxima protección legal a los símbolos de la nación», especialmente el himno, la bandera y la Corona, aseverando que «ninguna afrenta a ellos debe quedar impune». Y también la lengua española. Por eso Vox se opone al bilingüismo en los territorios que cuentan con lengua propia. También propone un «plan integral para el conocimiento, difusión y protección» de la identidad nacional y de la aportación de España a la civilización y a la historia universal, con especial atención a «las gestas y hazañas de nuestros héroes nacionales». Todo ello responde a una concepción de la españolidad «fuertemente arraigada en mitos etnonacionales» como la colonización de América o la Reconquista. La definición monocultural de la nación española también tiene como consecuencia el rechazo radical al multiculturalismo y la crítica a la sociedad abierta. Asimismo el ultranacionalismo de Vox le lleva a anteponer «las necesidades de España y de los españoles a los intereses de oligarquías, caciques, lobbys u organizaciones supranacionales», como se dice en uno de sus programas. Así, Abascal pidió «a la Unión Europea y a cualquier otra institución internacional respeto por nuestra soberanía, identidad y leyes». De ahí que Vox se identifique con las posiciones euroescépticas, como las que defiende el grupo de Visegrado (la primacía de los Estados sobre la Unión).